# Lista över fornlämningar i Kramfors kommun
Lista över fornlämningar i Kramfors kommun är en förteckning av ett urval av de fornlämningar som finns i Kramfors kommun.

## Bjärtrå
| Namn                         | Lämningstyp                      | Tillkomsttid | Historisk indelning   | Plats | Läge                 | ID-nr          | Bild                                      |
| ---------------------------- | -------------------------------- | ------------ | --------------------- | ----- | -------------------- | -------------- | ----------------------------------------- |
| Domarringen (Bjärtrå 1:1)    | Röse                             |              | Bjärtrå, Ångermanland |       | 63.019125, 17.828901 | 10245200010001 | Ladda upp en bild av detta fornminne      |
| Bjärtrå 2:1                  | Stensättning                     |              | Bjärtrå, Ångermanland |       | 63.017555, 17.827990 | 10245200020001 | Ladda upp en bild av detta fornminne      |
| Bjärtrå 3:1                  | Stensättning                     |              | Bjärtrå, Ångermanland |       | 63.017974, 17.827940 | 10245200030001 | Ladda upp en bild av detta fornminne      |
| Bjärtrå 4:1                  | Stensättning                     |              | Bjärtrå, Ångermanland |       | 63.017503, 17.828476 | 10245200040001 | Ladda upp en bild av detta fornminne      |
| Bjärtrå 5:1                  | Hög                              |              | Bjärtrå, Ångermanland |       | 62.913869, 17.899469 | 10245200050001 | Ladda upp en bild av detta fornminne      |
| Bjärtrå 6:1                  | Gravfält                         |              | Bjärtrå, Ångermanland |       | 62.981785, 17.841127 | 10245200060001 | Ladda upp en bild av detta fornminne      |
| Bjärtrå 7:1                  | Hög                              |              | Bjärtrå, Ångermanland |       | 62.912920, 17.897432 | 10245200070001 | Ladda upp en bild av detta fornminne      |
| Bjärtrå 7:2                  | Hög                              |              | Bjärtrå, Ångermanland |       | 62.912814, 17.896708 | 10245200070002 | Ladda upp en bild av detta fornminne      |
| Bjärtrå 7:3                  | Hög                              |              | Bjärtrå, Ångermanland |       | 62.912743, 17.896789 | 10245200070003 | Ladda upp en bild av detta fornminne      |
| Bjärtrå 7:4                  | Hög                              |              | Bjärtrå, Ångermanland |       | 62.912780, 17.896957 | 10245200070004 | Ladda upp en bild av detta fornminne      |
| Bjärtrå 8:1                  | Kyrka/kapell                     |              | Bjärtrå, Ångermanland |       | 62.988631, 17.875948 | 10245200080001 | Ladda upp en till bild av detta fornminne |
| Bjärtrå 8:2                  | Begravningsplats                 |              | Bjärtrå, Ångermanland |       | 62.988610, 17.875921 | 10245200080002 | Ladda upp en till bild av detta fornminne |
| Bjärtrå 9:1                  | Röse                             |              | Bjärtrå, Ångermanland |       | 62.915700, 17.919267 | 10245200090001 | Ladda upp en bild av detta fornminne      |
| Bjärtrå 9:2                  | Stensättning                     |              | Bjärtrå, Ångermanland |       | 62.915820, 17.919177 | 10245200090002 | Ladda upp en bild av detta fornminne      |
| Bjärtrå 13:1                 | Röse                             |              | Bjärtrå, Ångermanland |       | 62.965403, 17.902168 | 10245200130001 | Ladda upp en bild av detta fornminne      |
| Bjärtrå 14:1                 | Stensättning                     |              | Bjärtrå, Ångermanland |       | 62.967729, 17.874818 | 10245200140001 | Ladda upp en bild av detta fornminne      |
| Bjärtrå 14:2                 | Stensättning                     |              | Bjärtrå, Ångermanland |       | 62.967639, 17.874957 | 10245200140002 | Ladda upp en bild av detta fornminne      |
| Bjärtrå 15:1                 | Hög                              |              | Bjärtrå, Ångermanland |       | 62.956248, 17.861741 | 10245200150001 | Ladda upp en bild av detta fornminne      |
| Bjärtrå 15:2                 | Husgrund, förhistorisk/medeltida |              | Bjärtrå, Ångermanland |       | 62.956019, 17.861576 | 10245200150002 | Ladda upp en bild av detta fornminne      |
| Bjärtrå 15:3                 | Hög                              |              | Bjärtrå, Ångermanland |       | 62.956518, 17.862187 | 10245200150003 | Ladda upp en bild av detta fornminne      |
| Bjärtrå 16:1                 | Gravfält                         |              | Bjärtrå, Ångermanland |       | 62.979350, 17.852606 | 10245200160001 | Ladda upp en bild av detta fornminne      |
| Bjärtrå 17:1                 | Hög                              |              | Bjärtrå, Ångermanland |       | 62.983619, 17.847495 | 10245200170001 | Ladda upp en bild av detta fornminne      |
| Bjärtrå 17:2                 | Hög                              |              | Bjärtrå, Ångermanland |       | 62.983795, 17.847310 | 10245200170002 | Ladda upp en bild av detta fornminne      |
| Bjärtrå 17:3                 | Hög                              |              | Bjärtrå, Ångermanland |       | 62.983989, 17.847147 | 10245200170003 | Ladda upp en bild av detta fornminne      |
| Bjärtrå 19:1                 | Stensättning                     |              | Bjärtrå, Ångermanland |       | 62.978054, 17.843932 | 10245200190001 | Ladda upp en bild av detta fornminne      |
| Bjärtrå 21:1                 | Hög                              |              | Bjärtrå, Ångermanland |       | 62.973579, 17.833107 | 10245200210001 | Ladda upp en bild av detta fornminne      |
| Bjärtrå 21:2                 | Stensättning                     |              | Bjärtrå, Ångermanland |       | 62.973588, 17.832857 | 10245200210002 | Ladda upp en bild av detta fornminne      |
| Bjärtrå 22:1                 | Röse                             |              | Bjärtrå, Ångermanland |       | 62.946228, 17.860861 | 10245200220001 | Ladda upp en bild av detta fornminne      |
| Bjärtrå 30:1                 | Stensättning                     |              | Bjärtrå, Ångermanland |       | 62.982640, 17.840195 | 10245200300001 | Ladda upp en bild av detta fornminne      |
| Bjärtrå 30:2                 | Stensättning                     |              | Bjärtrå, Ångermanland |       | 62.982529, 17.840131 | 10245200300002 | Ladda upp en bild av detta fornminne      |
| Bjärtrå 30:3                 | Stensättning                     |              | Bjärtrå, Ångermanland |       | 62.982607, 17.839979 | 10245200300003 | Ladda upp en bild av detta fornminne      |
| Bjärtrå 30:4                 | Hög                              |              | Bjärtrå, Ångermanland |       | 62.982390, 17.839955 | 10245200300004 | Ladda upp en bild av detta fornminne      |
| Bjärtrå 34:1                 | Stensättning                     |              | Bjärtrå, Ångermanland |       | 62.981224, 17.865550 | 10245200340001 | Ladda upp en bild av detta fornminne      |
| Bjärtrå 38:1                 | Stensättning                     |              | Bjärtrå, Ångermanland |       | 62.893405, 17.912931 | 10245200380001 | Ladda upp en bild av detta fornminne      |
| Bjärtrå 40:1                 | Stensättning                     |              | Bjärtrå, Ångermanland |       | 62.929966, 17.951168 | 10245200400001 | Ladda upp en bild av detta fornminne      |
| Bjärtrå 41:1                 | Stensättning                     |              | Bjärtrå, Ångermanland |       | 62.981608, 17.788523 | 10245200410001 | Ladda upp en bild av detta fornminne      |
| Bjärtrå 41:2                 | Stensättning                     |              | Bjärtrå, Ångermanland |       | 62.981457, 17.788440 | 10245200410002 | Ladda upp en bild av detta fornminne      |
| Bjärtrå fäste (Bjärtrå 44:1) | Fästning/skans                   |              | Bjärtrå, Ångermanland |       | 63.005540, 17.836893 | 10245200440001 | Ladda upp en bild av detta fornminne      |
| Bjärtrå 51:1                 | Stensättning                     |              | Bjärtrå, Ångermanland |       | 63.015243, 17.819308 | 10245200510001 | Ladda upp en bild av detta fornminne      |
| Bjärtrå 74:1                 | Stensättning                     |              | Bjärtrå, Ångermanland |       | 62.988156, 17.819235 | 10245200740001 | Ladda upp en bild av detta fornminne      |

## Dal
| Namn     | Lämningstyp  | Tillkomsttid | Historisk indelning | Plats | Läge                 | ID-nr          | Bild                                 |
| -------- | ------------ | ------------ | ------------------- | ----- | -------------------- | -------------- | ------------------------------------ |
| Dal 1:1  | Hög          |              | Dal, Ångermanland   |       | 63.052225, 17.651292 | 10245700010001 | Ladda upp en bild av detta fornminne |
| Dal 2:1  | Hög          |              | Dal, Ångermanland   |       | 63.058674, 17.633773 | 10245700020001 | Ladda upp en bild av detta fornminne |
| Dal 2:2  | Hög          |              | Dal, Ångermanland   |       | 63.058712, 17.633541 | 10245700020002 | Ladda upp en bild av detta fornminne |
| Dal 4:1  | Gravfält     |              | Dal, Ångermanland   |       | 63.062264, 17.654145 | 10245700040001 | Ladda upp en bild av detta fornminne |
| Dal 8:1  | Hög          |              | Dal, Ångermanland   |       | 63.048401, 17.639638 | 10245700080001 | Ladda upp en bild av detta fornminne |
| Dal 17:1 | Stensättning |              | Dal, Ångermanland   |       | 63.046336, 17.663990 | 10245700170001 | Ladda upp en bild av detta fornminne |
| Dal 31:1 | Stensättning |              | Dal, Ångermanland   |       | 63.062261, 17.624665 | 10245700310001 | Ladda upp en bild av detta fornminne |

## Kramfors
| Namn                               | Lämningstyp                      | Tillkomsttid | Historisk indelning    | Plats | Läge                 | ID-nr          | Bild                                      |
| ---------------------------------- | -------------------------------- | ------------ | ---------------------- | ----- | -------------------- | -------------- | ----------------------------------------- |
| Gudmunds hög (Kramfors 1:1)        | Hög                              |              | Kramfors, Ångermanland |       | 62.905065, 17.838534 | 10247500010001 | Ladda upp en till bild av detta fornminne |
| Kramfors 2:1                       | Hög                              |              | Kramfors, Ångermanland |       | 62.903343, 17.839334 | 10247500020001 | Ladda upp en till bild av detta fornminne |
| Gudmundrå kyrkoruin (Kramfors 3:1) | Kyrka/kapell                     |              | Kramfors, Ångermanland |       | 62.921507, 17.781437 | 10247500030001 | Ladda upp en till bild av detta fornminne |
| Kramfors 3:2                       | Begravningsplats                 |              | Kramfors, Ångermanland |       | 62.921440, 17.781415 | 10247500030002 | Ladda upp en till bild av detta fornminne |
| Kramfors 4:1                       | Hög                              |              | Kramfors, Ångermanland |       | 62.936279, 17.773670 | 10247500040001 | Ladda upp en bild av detta fornminne      |
| Kramfors 9:1                       | Hög                              |              | Kramfors, Ångermanland |       | 62.924569, 17.751312 | 10247500090001 | Ladda upp en bild av detta fornminne      |
| Kramfors 9:2                       | Hög                              |              | Kramfors, Ångermanland |       | 62.924633, 17.751096 | 10247500090002 | Ladda upp en bild av detta fornminne      |
| Kramfors 9:3                       | Husgrund, förhistorisk/medeltida |              | Kramfors, Ångermanland |       | 62.924974, 17.750857 | 10247500090003 | Ladda upp en bild av detta fornminne      |
| Kramfors 12:1                      | Hög                              |              | Kramfors, Ångermanland |       | 62.902208, 17.832809 | 10247500120001 | Ladda upp en till bild av detta fornminne |
| Kramfors 15:1                      | Hög                              |              | Kramfors, Ångermanland |       | 62.902230, 17.780668 | 10247500150001 | Ladda upp en bild av detta fornminne      |
| Kramfors 25:1                      | Hög                              |              | Kramfors, Ångermanland |       | 62.907407, 17.832715 | 10247500250001 | Ladda upp en bild av detta fornminne      |
| Kramfors 26:1                      | Stensättning                     |              | Kramfors, Ångermanland |       | 62.888450, 17.834605 | 10247500260001 | Ladda upp en bild av detta fornminne      |
| Kramfors 26:2                      | Stensättning                     |              | Kramfors, Ångermanland |       | 62.888508, 17.835433 | 10247500260002 | Ladda upp en bild av detta fornminne      |
| Kramfors 26:3                      | Stensättning                     |              | Kramfors, Ångermanland |       | 62.888876, 17.835779 | 10247500260003 | Ladda upp en bild av detta fornminne      |
| Kramfors 39:1                      | Hög                              |              | Kramfors, Ångermanland |       | 62.935192, 17.776865 | 10247500390001 | Ladda upp en bild av detta fornminne      |
| Kramfors 40:1                      | Hög                              |              | Kramfors, Ångermanland |       | 62.871172, 17.852847 | 10247500400001 | Ladda upp en bild av detta fornminne      |
| Kramfors 40:2                      | Hög                              |              | Kramfors, Ångermanland |       | 62.871067, 17.852915 | 10247500400002 | Ladda upp en bild av detta fornminne      |
| Kramfors 40:3                      | Hög                              |              | Kramfors, Ångermanland |       | 62.871063, 17.853115 | 10247500400003 | Ladda upp en bild av detta fornminne      |
| Kramfors 44:1                      | Stensättning                     |              | Kramfors, Ångermanland |       | 62.923995, 17.806394 | 10247500440001 | Ladda upp en bild av detta fornminne      |
| Kramfors 49:1                      | Stensättning                     |              | Kramfors, Ångermanland |       | 62.890412, 17.776452 | 10247500490001 | Ladda upp en bild av detta fornminne      |
| Kramfors 49:2                      | Stensättning                     |              | Kramfors, Ångermanland |       | 62.890481, 17.776423 | 10247500490002 | Ladda upp en bild av detta fornminne      |
| Kramfors 54:1                      | Hög                              |              | Kramfors, Ångermanland |       | 62.925541, 17.752052 | 10247500540001 | Ladda upp en bild av detta fornminne      |
| Kramfors 73:1                      | Stensättning                     |              | Kramfors, Ångermanland |       | 62.935965, 17.775825 | 10247500730001 | Ladda upp en bild av detta fornminne      |
| Kramfors 73:2                      | Stensättning                     |              | Kramfors, Ångermanland |       | 62.935893, 17.775990 | 10247500730002 | Ladda upp en bild av detta fornminne      |
| Björnsjöbodarna (Kramfors 148:1)   | Fäbod                            |              | Kramfors, Ångermanland |       | 62.900084, 17.572262 | 10247501480001 | Ladda upp en bild av detta fornminne      |

## Nora
| Namn                        | Lämningstyp                      | Tillkomsttid | Historisk indelning | Plats | Läge                 | ID-nr          | Bild                                      |
| --------------------------- | -------------------------------- | ------------ | ------------------- | ----- | -------------------- | -------------- | ----------------------------------------- |
| Nora 1:1                    | Hög                              |              | Nora, Ångermanland  |       | 62.885554, 18.097273 | 10248200010001 | Ladda upp en bild av detta fornminne      |
| Nora 2:1                    | Gravfält                         |              | Nora, Ångermanland  |       | 62.884187, 18.093883 | 10248200020001 | Ladda upp en bild av detta fornminne      |
| Nora 3:1                    | Hög                              |              | Nora, Ångermanland  |       | 62.884600, 18.101202 | 10248200030001 | Ladda upp en bild av detta fornminne      |
| Nora 4:1                    | Hög                              |              | Nora, Ångermanland  |       | 62.886334, 18.097471 | 10248200040001 | Ladda upp en bild av detta fornminne      |
| Lappnäset (Nora 5:1)        | Gravfält                         |              | Nora, Ångermanland  |       | 62.904268, 18.092217 | 10248200050001 | Ladda upp en bild av detta fornminne      |
| Nora 8:1                    | Hög                              |              | Nora, Ångermanland  |       | 62.892271, 18.100780 | 10248200080001 | Ladda upp en bild av detta fornminne      |
| Nora 9:1                    | Hög                              |              | Nora, Ångermanland  |       | 62.890258, 18.121183 | 10248200090001 | Ladda upp en bild av detta fornminne      |
| Nora 10:1                   | Hög                              |              | Nora, Ångermanland  |       | 62.889898, 18.121023 | 10248200100001 | Ladda upp en bild av detta fornminne      |
| Nora 11:1                   | Hög                              |              | Nora, Ångermanland  |       | 62.892455, 18.133145 | 10248200110001 | Ladda upp en bild av detta fornminne      |
| Nora 11:2                   | Hög                              |              | Nora, Ångermanland  |       | 62.892613, 18.133841 | 10248200110002 | Ladda upp en bild av detta fornminne      |
| Nora 13:1                   | Gravfält                         |              | Nora, Ångermanland  |       | 62.875955, 18.080403 | 10248200130001 | Ladda upp en bild av detta fornminne      |
| Nora 14:1                   | Stensättning                     |              | Nora, Ångermanland  |       | 62.875435, 18.080961 | 10248200140001 | Ladda upp en bild av detta fornminne      |
| Nora 15:1                   | Grav- och boplatsområde          |              | Nora, Ångermanland  |       | 62.874392, 18.077888 | 10248200150001 | Ladda upp en till bild av detta fornminne |
| Nora 16:1                   | Hög                              |              | Nora, Ångermanland  |       | 62.875426, 18.073839 | 10248200160001 | Ladda upp en bild av detta fornminne      |
| Nora 17:1                   | Hög                              |              | Nora, Ångermanland  |       | 62.878012, 18.083403 | 10248200170001 | Ladda upp en bild av detta fornminne      |
| Nora 17:4                   | Hög                              |              | Nora, Ångermanland  |       | 62.878553, 18.083516 | 10248200170004 | Ladda upp en bild av detta fornminne      |
| Nora 17:5                   | Stensättning                     |              | Nora, Ångermanland  |       | 62.878161, 18.083453 | 10248200170005 | Ladda upp en bild av detta fornminne      |
| Nora 18:1                   | Hög                              |              | Nora, Ångermanland  |       | 62.876928, 18.078302 | 10248200180001 | Ladda upp en bild av detta fornminne      |
| Nora 19:1                   | Hög                              |              | Nora, Ångermanland  |       | 62.877273, 18.080044 | 10248200190001 | Ladda upp en bild av detta fornminne      |
| Nora 19:2                   | Hög                              |              | Nora, Ångermanland  |       | 62.877376, 18.079741 | 10248200190002 | Ladda upp en bild av detta fornminne      |
| Nora 19:3                   | Hög                              |              | Nora, Ångermanland  |       | 62.876927, 18.079882 | 10248200190003 | Ladda upp en bild av detta fornminne      |
| Nora 20:1                   | Hög                              |              | Nora, Ångermanland  |       | 62.876463, 18.077781 | 10248200200001 | Ladda upp en bild av detta fornminne      |
| Nora 22:1                   | Stensättning                     |              | Nora, Ångermanland  |       | 62.879941, 18.110290 | 10248200220001 | Ladda upp en bild av detta fornminne      |
| Nora 23:1                   | Hög                              |              | Nora, Ångermanland  |       | 62.880455, 18.109675 | 10248200230001 | Ladda upp en bild av detta fornminne      |
| Nora 24:1                   | Röse                             |              | Nora, Ångermanland  |       | 62.880040, 18.206615 | 10248200240001 | Ladda upp en bild av detta fornminne      |
| Nora 24:2                   | Stensättning                     |              | Nora, Ångermanland  |       | 62.880113, 18.205883 | 10248200240002 | Ladda upp en bild av detta fornminne      |
| Nora 24:3                   | Röse                             |              | Nora, Ångermanland  |       | 62.879946, 18.206746 | 10248200240003 | Ladda upp en bild av detta fornminne      |
| Nora 24:4                   | Stensättning                     |              | Nora, Ångermanland  |       | 62.879890, 18.206331 | 10248200240004 | Ladda upp en bild av detta fornminne      |
| Nora 25:1                   | Röse                             |              | Nora, Ångermanland  |       | 62.880195, 18.207738 | 10248200250001 | Ladda upp en bild av detta fornminne      |
| Nora 26:1                   | Stensättning                     |              | Nora, Ångermanland  |       | 62.880577, 18.208933 | 10248200260001 | Ladda upp en bild av detta fornminne      |
| Nora 27:1                   | Hög                              |              | Nora, Ångermanland  |       | 62.876055, 18.078333 | 10248200270001 | Ladda upp en bild av detta fornminne      |
| Nora 28:1                   | Hög                              |              | Nora, Ångermanland  |       | 62.875496, 18.077896 | 10248200280001 | Ladda upp en bild av detta fornminne      |
| Nora 28:2                   | Hög                              |              | Nora, Ångermanland  |       | 62.875247, 18.078727 | 10248200280002 | Ladda upp en bild av detta fornminne      |
| Nora 28:3                   | Hög                              |              | Nora, Ångermanland  |       | 62.875486, 18.078238 | 10248200280003 | Ladda upp en bild av detta fornminne      |
| Nora 28:4                   | Hög                              |              | Nora, Ångermanland  |       | 62.875331, 18.077818 | 10248200280004 | Ladda upp en bild av detta fornminne      |
| Nora 30:1                   | Gravfält                         |              | Nora, Ångermanland  |       | 62.874472, 18.137121 | 10248200300001 | Ladda upp en bild av detta fornminne      |
| Nora 31:1                   | Röse                             |              | Nora, Ångermanland  |       | 62.912467, 18.091910 | 10248200310001 | Ladda upp en bild av detta fornminne      |
| Nora 31:2                   | Stensättning                     |              | Nora, Ångermanland  |       | 62.912625, 18.091764 | 10248200310002 | Ladda upp en bild av detta fornminne      |
| Nora 32:1                   | Hög                              |              | Nora, Ångermanland  |       | 62.873208, 18.132872 | 10248200320001 | Ladda upp en bild av detta fornminne      |
| Nora 33:1                   | Hög                              |              | Nora, Ångermanland  |       | 62.877829, 18.142452 | 10248200330001 | Ladda upp en bild av detta fornminne      |
| Nora 34:1                   | Hög                              |              | Nora, Ångermanland  |       | 62.877699, 18.153315 | 10248200340001 | Ladda upp en bild av detta fornminne      |
| Nora 34:2                   | Hög                              |              | Nora, Ångermanland  |       | 62.877623, 18.153057 | 10248200340002 | Ladda upp en bild av detta fornminne      |
| Nora 35:1                   | Stensättning                     |              | Nora, Ångermanland  |       | 62.876882, 18.213636 | 10248200350001 | Ladda upp en bild av detta fornminne      |
| Nora 35:2                   | Stensättning                     |              | Nora, Ångermanland  |       | 62.876795, 18.213428 | 10248200350002 | Ladda upp en bild av detta fornminne      |
| Nora 35:3                   | Stensättning                     |              | Nora, Ångermanland  |       | 62.876957, 18.213514 | 10248200350003 | Ladda upp en bild av detta fornminne      |
| Nora 36:1                   | Hög                              |              | Nora, Ångermanland  |       | 62.869520, 18.054561 | 10248200360001 | Ladda upp en bild av detta fornminne      |
| Nora 36:2                   | Hög                              |              | Nora, Ångermanland  |       | 62.869635, 18.054430 | 10248200360002 | Ladda upp en bild av detta fornminne      |
| Nora 37:1                   | Hög                              |              | Nora, Ångermanland  |       | 62.867562, 18.053037 | 10248200370001 | Ladda upp en bild av detta fornminne      |
| Holhögen (Nora 38:1)        | Hög                              |              | Nora, Ångermanland  |       | 62.867607, 18.056637 | 10248200380001 | Ladda upp en bild av detta fornminne      |
| Nora 39:1                   | Hög                              |              | Nora, Ångermanland  |       | 62.867038, 18.055054 | 10248200390001 | Ladda upp en bild av detta fornminne      |
| Nora 40:1                   | Hög                              |              | Nora, Ångermanland  |       | 62.853751, 18.180047 | 10248200400001 | Ladda upp en bild av detta fornminne      |
| Nora 41:1                   | Hög                              |              | Nora, Ångermanland  |       | 62.864929, 18.043901 | 10248200410001 | Ladda upp en bild av detta fornminne      |
| Nora 41:2                   | Hög                              |              | Nora, Ångermanland  |       | 62.865347, 18.044125 | 10248200410002 | Ladda upp en bild av detta fornminne      |
| Nora 41:3                   | Hög                              |              | Nora, Ångermanland  |       | 62.865272, 18.044737 | 10248200410003 | Ladda upp en bild av detta fornminne      |
| Nora 41:4                   | Hög                              |              | Nora, Ångermanland  |       | 62.865240, 18.044126 | 10248200410004 | Ladda upp en bild av detta fornminne      |
| Nora 42:1                   | Hög                              |              | Nora, Ångermanland  |       | 62.864946, 18.061118 | 10248200420001 | Ladda upp en bild av detta fornminne      |
| Nora 42:2                   | Hög                              |              | Nora, Ångermanland  |       | 62.864789, 18.061312 | 10248200420002 | Ladda upp en bild av detta fornminne      |
| Nora 42:3                   | Hög                              |              | Nora, Ångermanland  |       | 62.864789, 18.060837 | 10248200420003 | Ladda upp en bild av detta fornminne      |
| Nora 43:1                   | Hög                              |              | Nora, Ångermanland  |       | 62.863734, 18.061720 | 10248200430001 | Ladda upp en bild av detta fornminne      |
| Nora 43:2                   | Hög                              |              | Nora, Ångermanland  |       | 62.863667, 18.061586 | 10248200430002 | Ladda upp en bild av detta fornminne      |
| Nora 44:1                   | Hög                              |              | Nora, Ångermanland  |       | 62.859256, 18.063509 | 10248200440001 | Ladda upp en bild av detta fornminne      |
| Nora 45:1                   | Hög                              |              | Nora, Ångermanland  |       | 62.859259, 18.061022 | 10248200450001 | Ladda upp en bild av detta fornminne      |
| Nora 46:1                   | Gravfält                         |              | Nora, Ångermanland  |       | 62.876425, 18.196978 | 10248200460001 | Ladda upp en bild av detta fornminne      |
| Nora 47:1                   | Röse                             |              | Nora, Ångermanland  |       | 62.877215, 18.198592 | 10248200470001 | Ladda upp en bild av detta fornminne      |
| Nora 48:1                   | Röse                             |              | Nora, Ångermanland  |       | 62.874419, 18.201698 | 10248200480001 | Ladda upp en bild av detta fornminne      |
| Nora 48:2                   | Stenkrets                        |              | Nora, Ångermanland  |       | 62.874333, 18.201421 | 10248200480002 | Ladda upp en bild av detta fornminne      |
| Nora 48:3                   | Stensättning                     |              | Nora, Ångermanland  |       | 62.874168, 18.201245 | 10248200480003 | Ladda upp en bild av detta fornminne      |
| Nora 49:1                   | Röse                             |              | Nora, Ångermanland  |       | 62.852829, 18.279366 | 10248200490001 | Ladda upp en bild av detta fornminne      |
| Nora 49:2                   | Stensättning                     |              | Nora, Ångermanland  |       | 62.852543, 18.278921 | 10248200490002 | Ladda upp en bild av detta fornminne      |
| Nora 50:1                   | Hög                              |              | Nora, Ångermanland  |       | 62.860374, 18.061738 | 10248200500001 | Ladda upp en bild av detta fornminne      |
| Nora 50:2                   | Hög                              |              | Nora, Ångermanland  |       | 62.860547, 18.061415 | 10248200500002 | Ladda upp en bild av detta fornminne      |
| Nora 50:3                   | Hög                              |              | Nora, Ångermanland  |       | 62.860287, 18.062192 | 10248200500003 | Ladda upp en bild av detta fornminne      |
| Nora 51:1                   | Röse                             |              | Nora, Ångermanland  |       | 62.864454, 18.064327 | 10248200510001 | Ladda upp en bild av detta fornminne      |
| Nora 51:2                   | Röse                             |              | Nora, Ångermanland  |       | 62.864630, 18.064288 | 10248200510002 | Ladda upp en bild av detta fornminne      |
| Nora 52:1                   | Hög                              |              | Nora, Ångermanland  |       | 62.866912, 18.100105 | 10248200520001 | Ladda upp en bild av detta fornminne      |
| Nora 52:2                   | Husgrund, förhistorisk/medeltida |              | Nora, Ångermanland  |       | 62.866653, 18.100364 | 10248200520002 | Ladda upp en bild av detta fornminne      |
| Nora 53:1                   | Hög                              |              | Nora, Ångermanland  |       | 62.865779, 18.102887 | 10248200530001 | Ladda upp en bild av detta fornminne      |
| Nora 53:2                   | Stensättning                     |              | Nora, Ångermanland  |       | 62.865924, 18.103217 | 10248200530002 | Ladda upp en bild av detta fornminne      |
| Nora 54:1                   | Hög                              |              | Nora, Ångermanland  |       | 62.827142, 18.261322 | 10248200540001 | Ladda upp en bild av detta fornminne      |
| Nora 56:1                   | Hög                              |              | Nora, Ångermanland  |       | 62.840386, 18.092438 | 10248200560001 | Ladda upp en bild av detta fornminne      |
| Nora 56:2                   | Hög                              |              | Nora, Ångermanland  |       | 62.840252, 18.092298 | 10248200560002 | Ladda upp en bild av detta fornminne      |
| Nora 57:1                   | Grav- och boplatsområde          |              | Nora, Ångermanland  |       | 62.837787, 18.132310 | 10248200570001 | Ladda upp en bild av detta fornminne      |
| Nora 58:1                   | Röse                             |              | Nora, Ångermanland  |       | 62.913045, 18.045700 | 10248200580001 | Ladda upp en bild av detta fornminne      |
| Nora 59:1                   | Hög                              |              | Nora, Ångermanland  |       | 62.885234, 18.102349 | 10248200590001 | Ladda upp en bild av detta fornminne      |
| Nora 59:2                   | Hög                              |              | Nora, Ångermanland  |       | 62.885164, 18.102482 | 10248200590002 | Ladda upp en bild av detta fornminne      |
| Nora 59:3                   | Hög                              |              | Nora, Ångermanland  |       | 62.885045, 18.102646 | 10248200590003 | Ladda upp en bild av detta fornminne      |
| Nora 60:1                   | Röse                             |              | Nora, Ångermanland  |       | 62.833114, 18.000237 | 10248200600001 | Ladda upp en bild av detta fornminne      |
| Nora 60:2                   | Röse                             |              | Nora, Ångermanland  |       | 62.833215, 18.000102 | 10248200600002 | Ladda upp en bild av detta fornminne      |
| Nora 61:1                   | Hög                              |              | Nora, Ångermanland  |       | 62.836245, 17.983874 | 10248200610001 | Ladda upp en bild av detta fornminne      |
| Nora 62:1                   | Röse                             |              | Nora, Ångermanland  |       | 62.835490, 17.987236 | 10248200620001 | Ladda upp en bild av detta fornminne      |
| Nora 63:1                   | Gravfält                         |              | Nora, Ångermanland  |       | 62.810783, 17.942852 | 10248200630001 | Ladda upp en bild av detta fornminne      |
| Nora 64:1                   | Röse                             |              | Nora, Ångermanland  |       | 62.811775, 17.941524 | 10248200640001 | Ladda upp en bild av detta fornminne      |
| Nora 64:2                   | Stensättning                     |              | Nora, Ångermanland  |       | 62.811831, 17.941364 | 10248200640002 | Ladda upp en bild av detta fornminne      |
| Nora 64:3                   | Stensättning                     |              | Nora, Ångermanland  |       | 62.811712, 17.941390 | 10248200640003 | Ladda upp en bild av detta fornminne      |
| Nora 65:1                   | Stensättning                     |              | Nora, Ångermanland  |       | 62.812033, 17.941207 | 10248200650001 | Ladda upp en bild av detta fornminne      |
| Nora 65:2                   | Stensättning                     |              | Nora, Ångermanland  |       | 62.812096, 17.941067 | 10248200650002 | Ladda upp en bild av detta fornminne      |
| Nora 66:1                   | Röse                             |              | Nora, Ångermanland  |       | 62.814229, 17.914967 | 10248200660001 | Ladda upp en bild av detta fornminne      |
| Nora 66:2                   | Stensättning                     |              | Nora, Ångermanland  |       | 62.814244, 17.915439 | 10248200660002 | Ladda upp en bild av detta fornminne      |
| Nora 66:3                   | Stensättning                     |              | Nora, Ångermanland  |       | 62.814466, 17.915472 | 10248200660003 | Ladda upp en bild av detta fornminne      |
| Nora 67:1                   | Röse                             |              | Nora, Ångermanland  |       | 62.802458, 17.960176 | 10248200670001 | Ladda upp en bild av detta fornminne      |
| Nora 68:1                   | Röse                             |              | Nora, Ångermanland  |       | 62.817043, 17.962338 | 10248200680001 | Ladda upp en bild av detta fornminne      |
| Nora 68:2                   | Stensättning                     |              | Nora, Ångermanland  |       | 62.817034, 17.962113 | 10248200680002 | Ladda upp en bild av detta fornminne      |
| Nora 68:3                   | Stensättning                     |              | Nora, Ångermanland  |       | 62.817067, 17.962522 | 10248200680003 | Ladda upp en bild av detta fornminne      |
| Nora 69:1                   | Röse                             |              | Nora, Ångermanland  |       | 62.814256, 17.970114 | 10248200690001 | Ladda upp en bild av detta fornminne      |
| Nora 71:1                   | Hög                              |              | Nora, Ångermanland  |       | 62.807631, 18.023993 | 10248200710001 | Ladda upp en bild av detta fornminne      |
| Nora 72:1                   | Röse                             |              | Nora, Ångermanland  |       | 62.814873, 18.010671 | 10248200720001 | Ladda upp en bild av detta fornminne      |
| Nora 72:2                   | Röse                             |              | Nora, Ångermanland  |       | 62.815114, 18.010624 | 10248200720002 | Ladda upp en bild av detta fornminne      |
| Nora 73:1                   | Röse                             |              | Nora, Ångermanland  |       | 62.825036, 17.990845 | 10248200730001 | Ladda upp en bild av detta fornminne      |
| Nora 74:1                   | Gravfält                         |              | Nora, Ångermanland  |       | 62.864110, 18.086262 | 10248200740001 | Ladda upp en bild av detta fornminne      |
| Nora 75:1                   | Röse                             |              | Nora, Ångermanland  |       | 62.858263, 18.250463 | 10248200750001 | Ladda upp en bild av detta fornminne      |
| Nora 76:1                   | Röse                             |              | Nora, Ångermanland  |       | 62.828911, 18.019707 | 10248200760001 | Ladda upp en bild av detta fornminne      |
| Nora 76:2                   | Röse                             |              | Nora, Ångermanland  |       | 62.828963, 18.019572 | 10248200760002 | Ladda upp en bild av detta fornminne      |
| Nora 78:1                   | Hög                              |              | Nora, Ångermanland  |       | 62.834153, 18.115267 | 10248200780001 | Ladda upp en bild av detta fornminne      |
| Nora 86:1                   | Stensättning                     |              | Nora, Ångermanland  |       | 62.912877, 18.120848 | 10248200860001 | Ladda upp en bild av detta fornminne      |
| Nora 87:1                   | Hög                              |              | Nora, Ångermanland  |       | 62.895658, 18.040801 | 10248200870001 | Ladda upp en bild av detta fornminne      |
| Nora 92:1                   | Hög                              |              | Nora, Ångermanland  |       | 62.872600, 18.177547 | 10248200920001 | Ladda upp en bild av detta fornminne      |
| Nora 96:1                   | Röse                             |              | Nora, Ångermanland  |       | 62.895052, 18.144364 | 10248200960001 | Ladda upp en bild av detta fornminne      |
| Nora 97:1                   | Hög                              |              | Nora, Ångermanland  |       | 62.894418, 18.145092 | 10248200970001 | Ladda upp en bild av detta fornminne      |
| Nora 97:2                   | Hög                              |              | Nora, Ångermanland  |       | 62.894517, 18.144993 | 10248200970002 | Ladda upp en bild av detta fornminne      |
| Nora 101:1                  | Hög                              |              | Nora, Ångermanland  |       | 62.854590, 18.177985 | 10248201010001 | Ladda upp en bild av detta fornminne      |
| Nora 101:2                  | Stensättning                     |              | Nora, Ångermanland  |       | 62.854543, 18.178071 | 10248201010002 | Ladda upp en bild av detta fornminne      |
| Nora 101:3                  | Stensättning                     |              | Nora, Ångermanland  |       | 62.854547, 18.177862 | 10248201010003 | Ladda upp en bild av detta fornminne      |
| Nora 104:1                  | Hög                              |              | Nora, Ångermanland  |       | 62.858202, 18.000911 | 10248201040001 | Ladda upp en bild av detta fornminne      |
| Nora 106:1                  | Stensättning                     |              | Nora, Ångermanland  |       | 62.859378, 18.001098 | 10248201060001 | Ladda upp en bild av detta fornminne      |
| Nora 107:1                  | Stensättning                     |              | Nora, Ångermanland  |       | 62.859810, 18.002210 | 10248201070001 | Ladda upp en bild av detta fornminne      |
| Nora 110:1                  | Stensättning                     |              | Nora, Ångermanland  |       | 62.857740, 18.010581 | 10248201100001 | Ladda upp en bild av detta fornminne      |
| Nora 110:2                  | Hög                              |              | Nora, Ångermanland  |       | 62.857717, 18.010769 | 10248201100002 | Ladda upp en bild av detta fornminne      |
| Nora 114:1                  | Röse                             |              | Nora, Ångermanland  |       | 62.852914, 18.041371 | 10248201140001 | Ladda upp en bild av detta fornminne      |
| Nora 114:2                  | Röse                             |              | Nora, Ångermanland  |       | 62.852981, 18.041140 | 10248201140002 | Ladda upp en bild av detta fornminne      |
| Nora 125:1                  | Stensättning                     |              | Nora, Ångermanland  |       | 62.862049, 18.020934 | 10248201250001 | Ladda upp en bild av detta fornminne      |
| Nora 127:1                  | Röse                             |              | Nora, Ångermanland  |       | 62.864712, 18.035422 | 10248201270001 | Ladda upp en bild av detta fornminne      |
| Nora 128:1                  | Hög                              |              | Nora, Ångermanland  |       | 62.867452, 18.044914 | 10248201280001 | Ladda upp en bild av detta fornminne      |
| Nora 129:1                  | Stensättning                     |              | Nora, Ångermanland  |       | 62.864359, 18.065375 | 10248201290001 | Ladda upp en bild av detta fornminne      |
| Nora 130:1                  | Hög                              |              | Nora, Ångermanland  |       | 62.866399, 18.105759 | 10248201300001 | Ladda upp en bild av detta fornminne      |
| Nora 131:1                  | Hög                              |              | Nora, Ångermanland  |       | 62.866683, 18.105102 | 10248201310001 | Ladda upp en bild av detta fornminne      |
| Nora 134:1                  | Stensättning                     |              | Nora, Ångermanland  |       | 62.866559, 18.097228 | 10248201340001 | Ladda upp en bild av detta fornminne      |
| Nora 136:1                  | Röse                             |              | Nora, Ångermanland  |       | 62.865216, 18.065070 | 10248201360001 | Ladda upp en bild av detta fornminne      |
| Nora 136:2                  | Röse                             |              | Nora, Ångermanland  |       | 62.865182, 18.064898 | 10248201360002 | Ladda upp en bild av detta fornminne      |
| Nora 136:3                  | Stensättning                     |              | Nora, Ångermanland  |       | 62.865273, 18.065185 | 10248201360003 | Ladda upp en bild av detta fornminne      |
| Nora 137:1                  | Hög                              |              | Nora, Ångermanland  |       | 62.858602, 18.080002 | 10248201370001 | Ladda upp en bild av detta fornminne      |
| Nora 138:1                  | Stensättning                     |              | Nora, Ångermanland  |       | 62.858309, 18.081855 | 10248201380001 | Ladda upp en bild av detta fornminne      |
| Nora 139:1                  | Stensättning                     |              | Nora, Ångermanland  |       | 62.858245, 18.082669 | 10248201390001 | Ladda upp en bild av detta fornminne      |
| Nora 140:1                  | Grav- och boplatsområde          |              | Nora, Ångermanland  |       | 62.859323, 18.080061 | 10248201400001 | Ladda upp en bild av detta fornminne      |
| Nora 141:1                  | Stensättning                     |              | Nora, Ångermanland  |       | 62.859775, 18.078785 | 10248201410001 | Ladda upp en bild av detta fornminne      |
| Nora 142:1                  | Stensättning                     |              | Nora, Ångermanland  |       | 62.864682, 18.078911 | 10248201420001 | Ladda upp en bild av detta fornminne      |
| Nora 151:1                  | Stensättning                     |              | Nora, Ångermanland  |       | 62.828742, 18.118973 | 10248201510001 | Ladda upp en bild av detta fornminne      |
| Nora 154:1                  | Grav- och boplatsområde          |              | Nora, Ångermanland  |       | 62.879413, 18.111341 | 10248201540001 | Ladda upp en bild av detta fornminne      |
| Nora 155:1                  | Hög                              |              | Nora, Ångermanland  |       | 62.875131, 18.073158 | 10248201550001 | Ladda upp en bild av detta fornminne      |
| Nora 156:1                  | Hög                              |              | Nora, Ångermanland  |       | 62.886872, 18.103617 | 10248201560001 | Ladda upp en bild av detta fornminne      |
| Nora 156:2                  | Hög                              |              | Nora, Ångermanland  |       | 62.886892, 18.103382 | 10248201560002 | Ladda upp en bild av detta fornminne      |
| Nora 157:1                  | Hög                              |              | Nora, Ångermanland  |       | 62.886231, 18.113929 | 10248201570001 | Ladda upp en bild av detta fornminne      |
| Nora 157:2                  | Hög                              |              | Nora, Ångermanland  |       | 62.886117, 18.114235 | 10248201570002 | Ladda upp en bild av detta fornminne      |
| Nora 157:3                  | Hög                              |              | Nora, Ångermanland  |       | 62.886177, 18.114381 | 10248201570003 | Ladda upp en bild av detta fornminne      |
| Haralunden (Nora 158:1)     | Stensättning                     |              | Nora, Ångermanland  |       | 62.893340, 18.130690 | 10248201580001 | Ladda upp en bild av detta fornminne      |
| Nora 159:1                  | Gravfält                         |              | Nora, Ångermanland  |       | 62.891368, 18.097751 | 10248201590001 | Ladda upp en bild av detta fornminne      |
| Nora 161:1                  | Stensättning                     |              | Nora, Ångermanland  |       | 62.898261, 18.147678 | 10248201610001 | Ladda upp en bild av detta fornminne      |
| Nora 161:2                  | Hög                              |              | Nora, Ångermanland  |       | 62.897902, 18.147345 | 10248201610002 | Ladda upp en bild av detta fornminne      |
| Nora 162:1                  | Stensättning                     |              | Nora, Ångermanland  |       | 62.898792, 18.148764 | 10248201620001 | Ladda upp en bild av detta fornminne      |
| Borg/Borgliden (Nora 163:1) | Hög                              |              | Nora, Ångermanland  |       | 62.797765, 18.083144 | 10248201630001 | Ladda upp en bild av detta fornminne      |
| Borg/Borgliden (Nora 163:2) | Hög                              |              | Nora, Ångermanland  |       | 62.797838, 18.082948 | 10248201630002 | Ladda upp en bild av detta fornminne      |
| Borg/Borgliden (Nora 163:3) | Hög                              |              | Nora, Ångermanland  |       | 62.797730, 18.082863 | 10248201630003 | Ladda upp en bild av detta fornminne      |
| Nora 164:1                  | Stensättning                     |              | Nora, Ångermanland  |       | 62.877964, 18.212431 | 10248201640001 | Ladda upp en bild av detta fornminne      |
| Nora 164:2                  | Stensättning                     |              | Nora, Ångermanland  |       | 62.877969, 18.212621 | 10248201640002 | Ladda upp en bild av detta fornminne      |
| Nora 165:1                  | Stensättning                     |              | Nora, Ångermanland  |       | 62.886147, 18.102113 | 10248201650001 | Ladda upp en bild av detta fornminne      |
| Nora 166:1                  | Röse                             |              | Nora, Ångermanland  |       | 62.871453, 18.198792 | 10248201660001 | Ladda upp en bild av detta fornminne      |
| Nora 168:1                  | Stensättning                     |              | Nora, Ångermanland  |       | 62.872323, 18.159859 | 10248201680001 | Ladda upp en bild av detta fornminne      |
| Nora 169:1                  | Hög                              |              | Nora, Ångermanland  |       | 62.868373, 18.163102 | 10248201690001 | Ladda upp en bild av detta fornminne      |
| Nora 171:1                  | Hög                              |              | Nora, Ångermanland  |       | 62.867636, 18.165064 | 10248201710001 | Ladda upp en bild av detta fornminne      |
| Nora 171:2                  | Hög                              |              | Nora, Ångermanland  |       | 62.867573, 18.165212 | 10248201710002 | Ladda upp en bild av detta fornminne      |
| Nora 171:3                  | Hög                              |              | Nora, Ångermanland  |       | 62.867492, 18.165302 | 10248201710003 | Ladda upp en bild av detta fornminne      |
| Nora 179:1                  | Grav- och boplatsområde          |              | Nora, Ångermanland  |       | 62.860204, 18.182523 | 10248201790001 | Ladda upp en bild av detta fornminne      |
| Nora 191:1                  | Röse                             |              | Nora, Ångermanland  |       | 62.817426, 18.165369 | 10248201910001 | Ladda upp en bild av detta fornminne      |
| Nora 192:1                  | Hög                              |              | Nora, Ångermanland  |       | 62.880964, 18.124492 | 10248201920001 | Ladda upp en bild av detta fornminne      |
| Nora 203:1                  | Stensättning                     |              | Nora, Ångermanland  |       | 62.836389, 17.967202 | 10248202030001 | Ladda upp en bild av detta fornminne      |
| Nora 204:1                  | Stensättning                     |              | Nora, Ångermanland  |       | 62.831007, 17.964871 | 10248202040001 | Ladda upp en bild av detta fornminne      |
| Nora 207:1                  | Röse                             |              | Nora, Ångermanland  |       | 62.811704, 17.942330 | 10248202070001 | Ladda upp en bild av detta fornminne      |
| Nora 207:2                  | Röse                             |              | Nora, Ångermanland  |       | 62.811837, 17.942388 | 10248202070002 | Ladda upp en bild av detta fornminne      |
| Nora 214:1                  | Fiskeläge                        |              | Nora, Ångermanland  |       | 62.760524, 18.200995 | 10248202140001 | Ladda upp en bild av detta fornminne      |
| Nora 215:1                  | Fiskeläge                        |              | Nora, Ångermanland  |       | 62.763773, 18.207576 | 10248202150001 | Ladda upp en bild av detta fornminne      |
| Nora 217:1                  | Fiskeläge                        |              | Nora, Ångermanland  |       | 62.765818, 18.209332 | 10248202170001 | Ladda upp en bild av detta fornminne      |
| Nora 225:1                  | Röse                             |              | Nora, Ångermanland  |       | 62.829745, 17.921622 | 10248202250001 | Ladda upp en bild av detta fornminne      |
| Nora 235:1                  | Hög                              |              | Nora, Ångermanland  |       | 62.866712, 18.057067 | 10248202350001 | Ladda upp en bild av detta fornminne      |
| Nora 277:1                  | Röse                             |              | Nora, Ångermanland  |       | 62.802797, 17.997056 | 10248202770001 | Ladda upp en bild av detta fornminne      |
| Nora 277:2                  | Röse                             |              | Nora, Ångermanland  |       | 62.802833, 17.997223 | 10248202770002 | Ladda upp en bild av detta fornminne      |
| Nora 278:1                  | Hög                              |              | Nora, Ångermanland  |       | 62.807937, 18.085844 | 10248202780001 | Ladda upp en bild av detta fornminne      |
| Hol fäbod (Nora 286:1)      | Fäbod                            |              | Nora, Ångermanland  |       | 62.884928, 17.981183 | 10248202860001 | Ladda upp en bild av detta fornminne      |
| Gräta fäbod (Nora 287:1)    | Fäbod                            |              | Nora, Ångermanland  |       | 62.887952, 17.998723 | 10248202870001 | Ladda upp en bild av detta fornminne      |
| Nora 294:1                  | Hög                              |              | Nora, Ångermanland  |       | 62.879243, 18.082676 | 10248202940001 | Ladda upp en bild av detta fornminne      |
| Nora 296:2                  | Stensättning                     |              | Nora, Ångermanland  |       | 62.868892, 18.095442 | 10248202960002 | Ladda upp en bild av detta fornminne      |

## Nordingrå
| Namn                                   | Lämningstyp             | Tillkomsttid | Historisk indelning     | Plats | Läge                 | ID-nr          | Bild                                      |
| -------------------------------------- | ----------------------- | ------------ | ----------------------- | ----- | -------------------- | -------------- | ----------------------------------------- |
| Nordingrå 2:1                          | Röse                    |              | Nordingrå, Ångermanland |       | 62.882447, 18.251024 | 10248300020001 | Ladda upp en bild av detta fornminne      |
| Nordingrå 2:2                          | Röse                    |              | Nordingrå, Ångermanland |       | 62.882377, 18.250859 | 10248300020002 | Ladda upp en bild av detta fornminne      |
| Nordingrå 3:1                          | Hög                     |              | Nordingrå, Ångermanland |       | 62.901435, 18.234373 | 10248300030001 | Ladda upp en bild av detta fornminne      |
| Nordingrå 4:1                          | Röse                    |              | Nordingrå, Ångermanland |       | 62.900003, 18.236885 | 10248300040001 | Ladda upp en bild av detta fornminne      |
| Nordingrå 5:1                          | Stensättning            |              | Nordingrå, Ångermanland |       | 62.906196, 18.239838 | 10248300050001 | Ladda upp en bild av detta fornminne      |
| Nordingrå 6:1                          | Stensättning            |              | Nordingrå, Ångermanland |       | 62.904939, 18.240907 | 10248300060001 | Ladda upp en bild av detta fornminne      |
| Nordingrå 8:1                          | Hög                     |              | Nordingrå, Ångermanland |       | 62.926902, 18.242959 | 10248300080001 | Ladda upp en bild av detta fornminne      |
| Nordingrå 9:1                          | Röse                    |              | Nordingrå, Ångermanland |       | 62.930428, 18.242709 | 10248300090001 | Ladda upp en bild av detta fornminne      |
| Nordingrå gamla kyrka (Nordingrå 10:1) | Kyrka/kapell            |              | Nordingrå, Ångermanland |       | 62.928732, 18.289779 | 10248300100001 | Ladda upp en till bild av detta fornminne |
| Nordingrå 11:1                         | Hög                     |              | Nordingrå, Ångermanland |       | 62.903866, 18.313436 | 10248300110001 | Ladda upp en bild av detta fornminne      |
| Nordingrå 12:1                         | Hög                     |              | Nordingrå, Ångermanland |       | 62.904764, 18.313096 | 10248300120001 | Ladda upp en bild av detta fornminne      |
| Nordingrå 13:1                         | Hög                     |              | Nordingrå, Ångermanland |       | 62.904051, 18.313011 | 10248300130001 | Ladda upp en bild av detta fornminne      |
| Nordingrå 13:2                         | Hög                     |              | Nordingrå, Ångermanland |       | 62.903988, 18.312903 | 10248300130002 | Ladda upp en bild av detta fornminne      |
| Nordingrå 13:3                         | Hög                     |              | Nordingrå, Ångermanland |       | 62.903599, 18.312905 | 10248300130003 | Ladda upp en bild av detta fornminne      |
| Nordingrå 14:1                         | Röse                    |              | Nordingrå, Ångermanland |       | 62.865372, 18.309312 | 10248300140001 | Ladda upp en bild av detta fornminne      |
| Nordingrå 14:2                         | Röse                    |              | Nordingrå, Ångermanland |       | 62.865253, 18.309173 | 10248300140002 | Ladda upp en bild av detta fornminne      |
| Nordingrå 14:3                         | Stensättning            |              | Nordingrå, Ångermanland |       | 62.864797, 18.308776 | 10248300140003 | Ladda upp en bild av detta fornminne      |
| Nordingrå 14:4                         | Stensättning            |              | Nordingrå, Ångermanland |       | 62.865188, 18.309458 | 10248300140004 | Ladda upp en bild av detta fornminne      |
| Nordingrå 15:1                         | Röse                    |              | Nordingrå, Ångermanland |       | 62.863473, 18.311735 | 10248300150001 | Ladda upp en bild av detta fornminne      |
| Nordingrå 15:2                         | Röse                    |              | Nordingrå, Ångermanland |       | 62.863410, 18.311376 | 10248300150002 | Ladda upp en bild av detta fornminne      |
| Nordingrå 16:1                         | Röse                    |              | Nordingrå, Ångermanland |       | 62.866016, 18.311866 | 10248300160001 | Ladda upp en bild av detta fornminne      |
| Nordingrå 16:2                         | Röse                    |              | Nordingrå, Ångermanland |       | 62.865944, 18.311766 | 10248300160002 | Ladda upp en bild av detta fornminne      |
| Nordingrå 17:1                         | Hög                     |              | Nordingrå, Ångermanland |       | 62.915882, 18.202745 | 10248300170001 | Ladda upp en bild av detta fornminne      |
| Jättenhusrösan (Nordingrå 18:1)        | Röse                    |              | Nordingrå, Ångermanland |       | 62.983090, 18.522751 | 10248300180001 | Ladda upp en till bild av detta fornminne |
| Nordingrå 19:1                         | Hög                     |              | Nordingrå, Ångermanland |       | 62.895972, 18.296638 | 10248300190001 | Ladda upp en bild av detta fornminne      |
| Nordingrå 20:1                         | Hög                     |              | Nordingrå, Ångermanland |       | 62.897821, 18.417530 | 10248300200001 | Ladda upp en bild av detta fornminne      |
| Nordingrå 20:2                         | Hög                     |              | Nordingrå, Ångermanland |       | 62.897714, 18.417611 | 10248300200002 | Ladda upp en bild av detta fornminne      |
| Nordingrå 20:3                         | Hög                     |              | Nordingrå, Ångermanland |       | 62.897584, 18.417667 | 10248300200003 | Ladda upp en bild av detta fornminne      |
| Rammåker (Nordingrå 21:1)              | Grav- och boplatsområde |              | Nordingrå, Ångermanland |       | 62.894884, 18.407739 | 10248300210001 | Ladda upp en bild av detta fornminne      |
| Nordingrå 22:1                         | Hög                     |              | Nordingrå, Ångermanland |       | 62.895536, 18.406050 | 10248300220001 | Ladda upp en bild av detta fornminne      |
| Nordingrå 22:2                         | Hög                     |              | Nordingrå, Ångermanland |       | 62.895493, 18.405905 | 10248300220002 | Ladda upp en bild av detta fornminne      |
| Nordingrå 22:3                         | Hög                     |              | Nordingrå, Ångermanland |       | 62.895415, 18.405977 | 10248300220003 | Ladda upp en bild av detta fornminne      |
| Nordingrå 23:1                         | Stensättning            |              | Nordingrå, Ångermanland |       | 62.896635, 18.342903 | 10248300230001 | Ladda upp en bild av detta fornminne      |
| Rödklitten (Nordingrå 24:1)            | Fornborg                |              | Nordingrå, Ångermanland |       | 62.906786, 18.251784 | 10248300240001 | Ladda upp en bild av detta fornminne      |
| Nordingrå 25:1                         | Hög                     |              | Nordingrå, Ångermanland |       | 62.962385, 18.267592 | 10248300250001 | Ladda upp en bild av detta fornminne      |
| Nordingrå 25:2                         | Stensättning            |              | Nordingrå, Ångermanland |       | 62.962399, 18.267380 | 10248300250002 | Ladda upp en bild av detta fornminne      |
| Nordingrå 27:1                         | Stensättning            |              | Nordingrå, Ångermanland |       | 62.971066, 18.231002 | 10248300270001 | Ladda upp en bild av detta fornminne      |
| Nordingrå 28:1                         | Röse                    |              | Nordingrå, Ångermanland |       | 62.987931, 18.308171 | 10248300280001 | Ladda upp en bild av detta fornminne      |
| Nordingrå 29:1                         | Röse                    |              | Nordingrå, Ångermanland |       | 62.991112, 18.296309 | 10248300290001 | Ladda upp en bild av detta fornminne      |
| Nordingrå 30:1                         | Röse                    |              | Nordingrå, Ångermanland |       | 62.970076, 18.526843 | 10248300300001 | Ladda upp en till bild av detta fornminne |
| Nordingrå 30:2                         | Stensättning            |              | Nordingrå, Ångermanland |       | 62.970464, 18.526553 | 10248300300002 | Ladda upp en bild av detta fornminne      |
| Nordingrå 31:1                         | Stensättning            |              | Nordingrå, Ångermanland |       | 62.969039, 18.526767 | 10248300310001 | Ladda upp en bild av detta fornminne      |
| Nordingrå 31:2                         | Stensättning            |              | Nordingrå, Ångermanland |       | 62.968950, 18.526905 | 10248300310002 | Ladda upp en bild av detta fornminne      |
| Nordingrå 32:1                         | Röse                    |              | Nordingrå, Ångermanland |       | 62.968461, 18.530570 | 10248300320001 | Ladda upp en till bild av detta fornminne |
| Nordingrå 33:1                         | Hög                     |              | Nordingrå, Ångermanland |       | 62.954460, 18.309889 | 10248300330001 | Ladda upp en bild av detta fornminne      |
| Nordingrå 34:1                         | Röse                    |              | Nordingrå, Ångermanland |       | 62.870271, 18.435249 | 10248300340001 | Ladda upp en bild av detta fornminne      |
| Nordingrå 35:1                         | Hög                     |              | Nordingrå, Ångermanland |       | 62.947906, 18.367871 | 10248300350001 | Ladda upp en bild av detta fornminne      |
| Nordingrå 36:1                         | Hög                     |              | Nordingrå, Ångermanland |       | 62.948006, 18.369709 | 10248300360001 | Ladda upp en bild av detta fornminne      |
| Nordingrå 37:1                         | Hög                     |              | Nordingrå, Ångermanland |       | 62.947471, 18.370790 | 10248300370001 | Ladda upp en bild av detta fornminne      |
| Nordingrå 37:2                         | Hög                     |              | Nordingrå, Ångermanland |       | 62.947557, 18.370616 | 10248300370002 | Ladda upp en bild av detta fornminne      |
| Nordingrå 38:1                         | Hög                     |              | Nordingrå, Ångermanland |       | 62.948877, 18.366646 | 10248300380001 | Ladda upp en bild av detta fornminne      |
| Nordingrå 39:1                         | Hög                     |              | Nordingrå, Ångermanland |       | 62.948644, 18.365826 | 10248300390001 | Ladda upp en bild av detta fornminne      |
| Nordingrå 40:1                         | Hög                     |              | Nordingrå, Ångermanland |       | 62.947842, 18.361882 | 10248300400001 | Ladda upp en bild av detta fornminne      |
| Nordingrå 40:2                         | Hög                     |              | Nordingrå, Ångermanland |       | 62.947779, 18.361376 | 10248300400002 | Ladda upp en bild av detta fornminne      |
| Nordingrå 41:1                         | Röse                    |              | Nordingrå, Ångermanland |       | 62.945707, 18.440546 | 10248300410001 | Ladda upp en bild av detta fornminne      |
| Nordingrå 41:2                         | Hög                     |              | Nordingrå, Ångermanland |       | 62.945566, 18.440021 | 10248300410002 | Ladda upp en bild av detta fornminne      |
| Nordingrå 41:3                         | Hög                     |              | Nordingrå, Ångermanland |       | 62.945545, 18.439802 | 10248300410003 | Ladda upp en bild av detta fornminne      |
| Nordingrå 42:1                         | Röse                    |              | Nordingrå, Ångermanland |       | 62.941702, 18.440246 | 10248300420001 | Ladda upp en bild av detta fornminne      |
| Nordingrå 42:2                         | Röse                    |              | Nordingrå, Ångermanland |       | 62.941634, 18.439909 | 10248300420002 | Ladda upp en bild av detta fornminne      |
| Nordingrå 42:3                         | Stensättning            |              | Nordingrå, Ångermanland |       | 62.941776, 18.440083 | 10248300420003 | Ladda upp en bild av detta fornminne      |
| Nordingrå 43:1                         | Röse                    |              | Nordingrå, Ångermanland |       | 62.943227, 18.477596 | 10248300430001 | Ladda upp en bild av detta fornminne      |
| Nordingrå 43:2                         | Stensättning            |              | Nordingrå, Ångermanland |       | 62.943234, 18.477844 | 10248300430002 | Ladda upp en bild av detta fornminne      |
| Nordingrå 44:1                         | Röse                    |              | Nordingrå, Ångermanland |       | 62.942337, 18.478407 | 10248300440001 | Ladda upp en bild av detta fornminne      |
| Nordingrå 45:1                         | Röse                    |              | Nordingrå, Ångermanland |       | 62.910759, 18.437849 | 10248300450001 | Ladda upp en bild av detta fornminne      |
| Nordingrå 45:2                         | Röse                    |              | Nordingrå, Ångermanland |       | 62.910406, 18.437845 | 10248300450002 | Ladda upp en bild av detta fornminne      |
| Nordingrå 47:1                         | Röse                    |              | Nordingrå, Ångermanland |       | 62.917248, 18.385667 | 10248300470001 | Ladda upp en bild av detta fornminne      |
| Nordingrå 49:1                         | Röse                    |              | Nordingrå, Ångermanland |       | 62.875825, 18.291421 | 10248300490001 | Ladda upp en bild av detta fornminne      |
| Nordingrå 50:1                         | Röse                    |              | Nordingrå, Ångermanland |       | 62.964607, 18.552766 | 10248300500001 | Ladda upp en bild av detta fornminne      |
| Nordingrå 50:2                         | Röse                    |              | Nordingrå, Ångermanland |       | 62.964471, 18.553153 | 10248300500002 | Ladda upp en bild av detta fornminne      |
| Nordingrå 51:1                         | Röse                    |              | Nordingrå, Ångermanland |       | 62.964790, 18.554325 | 10248300510001 | Ladda upp en bild av detta fornminne      |
| Nordingrå 51:5                         | Röse                    |              | Nordingrå, Ångermanland |       | 62.964458, 18.554611 | 10248300510005 | Ladda upp en bild av detta fornminne      |
| Nordingrå 51:6                         | Stensättning            |              | Nordingrå, Ångermanland |       | 62.964330, 18.554718 | 10248300510006 | Ladda upp en bild av detta fornminne      |
| Nordingrå 51:7                         | Stensättning            |              | Nordingrå, Ångermanland |       | 62.964275, 18.554819 | 10248300510007 | Ladda upp en bild av detta fornminne      |
| Nordingrå 51:8                         | Stensättning            |              | Nordingrå, Ångermanland |       | 62.964345, 18.554889 | 10248300510008 | Ladda upp en bild av detta fornminne      |
| Nordingrå 52:1                         | Röse                    |              | Nordingrå, Ångermanland |       | 62.962273, 18.548596 | 10248300520001 | Ladda upp en bild av detta fornminne      |
| Nordingrå 52:2                         | Röse                    |              | Nordingrå, Ångermanland |       | 62.962226, 18.548320 | 10248300520002 | Ladda upp en bild av detta fornminne      |
| Nordingrå 53:1                         | Röse                    |              | Nordingrå, Ångermanland |       | 62.962042, 18.549628 | 10248300530001 | Ladda upp en bild av detta fornminne      |
| Nordingrå 53:2                         | Röse                    |              | Nordingrå, Ångermanland |       | 62.961965, 18.549819 | 10248300530002 | Ladda upp en bild av detta fornminne      |
| Nordingrå 53:3                         | Röse                    |              | Nordingrå, Ångermanland |       | 62.962172, 18.549991 | 10248300530003 | Ladda upp en bild av detta fornminne      |
| Nordingrå 54:1                         | Röse                    |              | Nordingrå, Ångermanland |       | 62.960684, 18.539164 | 10248300540001 | Ladda upp en bild av detta fornminne      |
| Nordingrå 55:1                         | Röse                    |              | Nordingrå, Ångermanland |       | 62.965517, 18.542932 | 10248300550001 | Ladda upp en bild av detta fornminne      |
| Nordingrå 56:1                         | Hög                     |              | Nordingrå, Ångermanland |       | 62.898360, 18.373008 | 10248300560001 | Ladda upp en bild av detta fornminne      |
| Nordingrå 57:1                         | Hög                     |              | Nordingrå, Ångermanland |       | 62.901049, 18.365715 | 10248300570001 | Ladda upp en bild av detta fornminne      |
| Nordingrå 57:2                         | Hög                     |              | Nordingrå, Ångermanland |       | 62.900824, 18.365554 | 10248300570002 | Ladda upp en bild av detta fornminne      |
| Nordingrå 58:1                         | Hög                     |              | Nordingrå, Ångermanland |       | 62.902521, 18.369210 | 10248300580001 | Ladda upp en bild av detta fornminne      |
| Nordingrå 59:1                         | Röse                    |              | Nordingrå, Ångermanland |       | 62.997120, 18.435514 | 10248300590001 | Ladda upp en bild av detta fornminne      |
| Nordingrå 61:1                         | Hög                     |              | Nordingrå, Ångermanland |       | 62.928236, 18.290567 | 10248300610001 | Ladda upp en bild av detta fornminne      |
| Nordingrå 61:2                         | Hög                     |              | Nordingrå, Ångermanland |       | 62.928170, 18.290747 | 10248300610002 | Ladda upp en bild av detta fornminne      |
| Nordingrå 61:3                         | Hög                     |              | Nordingrå, Ångermanland |       | 62.928132, 18.290558 | 10248300610003 | Ladda upp en bild av detta fornminne      |
| Nordingrå 64:1                         | Kyrka/kapell            |              | Nordingrå, Ångermanland |       | 62.875305, 18.477560 | 10248300640001 | Ladda upp en bild av detta fornminne      |
| Nordingrå 76:1                         | Fiskeläge               |              | Nordingrå, Ångermanland |       | 62.969393, 18.545455 | 10248300760001 | Ladda upp en bild av detta fornminne      |
| Nordingrå 77:1                         | Röse                    |              | Nordingrå, Ångermanland |       | 62.990073, 18.517897 | 10248300770001 | Ladda upp en bild av detta fornminne      |
| Nordingrå 78:1                         | Röse                    |              | Nordingrå, Ångermanland |       | 62.987206, 18.533426 | 10248300780001 | Ladda upp en bild av detta fornminne      |
| Nordingrå 78:2                         | Röse                    |              | Nordingrå, Ångermanland |       | 62.987229, 18.533096 | 10248300780002 | Ladda upp en bild av detta fornminne      |
| Nordingrå 82:1                         | Röse                    |              | Nordingrå, Ångermanland |       | 62.994611, 18.512306 | 10248300820001 | Ladda upp en bild av detta fornminne      |
| Nordingrå 83:1                         | Röse                    |              | Nordingrå, Ångermanland |       | 62.994570, 18.493286 | 10248300830001 | Ladda upp en bild av detta fornminne      |
| Nordingrå 86:1                         | Stensättning            |              | Nordingrå, Ångermanland |       | 62.984534, 18.415498 | 10248300860001 | Ladda upp en bild av detta fornminne      |
| Nordingrå 92:1                         | Gravfält                |              | Nordingrå, Ångermanland |       | 62.966470, 18.406734 | 10248300920001 | Ladda upp en bild av detta fornminne      |
| Nordingrå 93:1                         | Stensättning            |              | Nordingrå, Ångermanland |       | 62.985941, 18.392236 | 10248300930001 | Ladda upp en bild av detta fornminne      |
| Nordingrå 96:1                         | Stensättning            |              | Nordingrå, Ångermanland |       | 62.955279, 18.370847 | 10248300960001 | Ladda upp en bild av detta fornminne      |
| Nordingrå 97:1                         | Hög                     |              | Nordingrå, Ångermanland |       | 62.953551, 18.372330 | 10248300970001 | Ladda upp en bild av detta fornminne      |
| Nordingrå 97:2                         | Hög                     |              | Nordingrå, Ångermanland |       | 62.953412, 18.371705 | 10248300970002 | Ladda upp en bild av detta fornminne      |
| Nordingrå 100:1                        | Röse                    |              | Nordingrå, Ångermanland |       | 62.956003, 18.262019 | 10248301000001 | Ladda upp en bild av detta fornminne      |
| Nordingrå 109:1                        | Röse                    |              | Nordingrå, Ångermanland |       | 62.985654, 18.448446 | 10248301090001 | Ladda upp en bild av detta fornminne      |
| Nordingrå 112:1                        | Röse                    |              | Nordingrå, Ångermanland |       | 62.916194, 18.384430 | 10248301120001 | Ladda upp en bild av detta fornminne      |
| Nordingrå 113:1                        | Röse                    |              | Nordingrå, Ångermanland |       | 62.914801, 18.406425 | 10248301130001 | Ladda upp en bild av detta fornminne      |
| Nordingrå 113:2                        | Stensättning            |              | Nordingrå, Ångermanland |       | 62.914722, 18.406807 | 10248301130002 | Ladda upp en bild av detta fornminne      |
| Nordingrå 113:3                        | Röse                    |              | Nordingrå, Ångermanland |       | 62.914885, 18.406412 | 10248301130003 | Ladda upp en bild av detta fornminne      |
| Nordingrå 114:1                        | Röse                    |              | Nordingrå, Ångermanland |       | 62.913880, 18.414770 | 10248301140001 | Ladda upp en bild av detta fornminne      |
| Nordingrå 114:2                        | Röse                    |              | Nordingrå, Ångermanland |       | 62.913967, 18.414734 | 10248301140002 | Ladda upp en bild av detta fornminne      |
| Nordingrå 114:3                        | Röse                    |              | Nordingrå, Ångermanland |       | 62.914045, 18.414564 | 10248301140003 | Ladda upp en bild av detta fornminne      |
| Nordingrå 114:4                        | Röse                    |              | Nordingrå, Ångermanland |       | 62.914195, 18.414439 | 10248301140004 | Ladda upp en bild av detta fornminne      |
| Nordingrå 117:1                        | Stensättning            |              | Nordingrå, Ångermanland |       | 62.938844, 18.435990 | 10248301170001 | Ladda upp en bild av detta fornminne      |
| Nordingrå 121:1                        | Stensättning            |              | Nordingrå, Ångermanland |       | 62.874618, 18.450572 | 10248301210001 | Ladda upp en bild av detta fornminne      |
| Nordingrå 124:1                        | Stensättning            |              | Nordingrå, Ångermanland |       | 62.888207, 18.339011 | 10248301240001 | Ladda upp en bild av detta fornminne      |
| Nordingrå 125:1                        | Stensättning            |              | Nordingrå, Ångermanland |       | 62.896262, 18.286744 | 10248301250001 | Ladda upp en bild av detta fornminne      |
| Nordingrå 128:1                        | Stensättning            |              | Nordingrå, Ångermanland |       | 62.857689, 18.400565 | 10248301280001 | Ladda upp en bild av detta fornminne      |
| Nordingrå 129:1                        | Röse                    |              | Nordingrå, Ångermanland |       | 62.849866, 18.385409 | 10248301290001 | Ladda upp en bild av detta fornminne      |
| Nordingrå 130:1                        | Röse                    |              | Nordingrå, Ångermanland |       | 62.850214, 18.378825 | 10248301300001 | Ladda upp en bild av detta fornminne      |
| Nordingrå 131:1                        | Röse                    |              | Nordingrå, Ångermanland |       | 62.849550, 18.377144 | 10248301310001 | Ladda upp en bild av detta fornminne      |
| Nordingrå 131:2                        | Stensättning            |              | Nordingrå, Ångermanland |       | 62.849511, 18.376909 | 10248301310002 | Ladda upp en bild av detta fornminne      |
| Nordingrå 134:1                        | Röse                    |              | Nordingrå, Ångermanland |       | 62.866733, 18.313641 | 10248301340001 | Ladda upp en bild av detta fornminne      |
| Nordingrå 136:1                        | Stensättning            |              | Nordingrå, Ångermanland |       | 62.870733, 18.413924 | 10248301360001 | Ladda upp en bild av detta fornminne      |
| Nordingrå 137:1                        | Stensättning            |              | Nordingrå, Ångermanland |       | 62.872155, 18.411151 | 10248301370001 | Ladda upp en bild av detta fornminne      |
| Nordingrå 141:1                        | Stensättning            |              | Nordingrå, Ångermanland |       | 62.918142, 18.257484 | 10248301410001 | Ladda upp en bild av detta fornminne      |
| Nordingrå 145:1                        | Röse                    |              | Nordingrå, Ångermanland |       | 62.904861, 18.299892 | 10248301450001 | Ladda upp en bild av detta fornminne      |
| Kungsänget (Nordingrå 148:1)           | Röse                    |              | Nordingrå, Ångermanland |       | 62.893459, 18.236228 | 10248301480001 | Ladda upp en bild av detta fornminne      |
| Kungsänget (Nordingrå 148:2)           | Röse                    |              | Nordingrå, Ångermanland |       | 62.893622, 18.235854 | 10248301480002 | Ladda upp en bild av detta fornminne      |
| Nordingrå 149:1                        | Röse                    |              | Nordingrå, Ångermanland |       | 62.892644, 18.236409 | 10248301490001 | Ladda upp en bild av detta fornminne      |
| Nordingrå 151:1                        | Fiskeläge               |              | Nordingrå, Ångermanland |       | 62.863374, 18.423317 | 10248301510001 | Ladda upp en bild av detta fornminne      |
| Nordingrå 152:1                        | Fiskeläge               |              | Nordingrå, Ångermanland |       | 62.858682, 18.420184 | 10248301520001 | Ladda upp en bild av detta fornminne      |
| Nordingrå 153:1                        | Gravfält                |              | Nordingrå, Ångermanland |       | 62.835543, 18.302207 | 10248301530001 | Ladda upp en bild av detta fornminne      |
| Nordingrå 153:2                        | Stensättning            |              | Nordingrå, Ångermanland |       | 62.836229, 18.301882 | 10248301530002 | Ladda upp en bild av detta fornminne      |
| Nordingrå 153:3                        | Stensättning            |              | Nordingrå, Ångermanland |       | 62.836314, 18.301905 | 10248301530003 | Ladda upp en bild av detta fornminne      |
| Nordingrå 156:2                        | Stensättning            |              | Nordingrå, Ångermanland |       | 62.823362, 18.315031 | 10248301560002 | Ladda upp en bild av detta fornminne      |
| Nordingrå 158:1                        | Röse                    |              | Nordingrå, Ångermanland |       | 62.831329, 18.334754 | 10248301580001 | Ladda upp en bild av detta fornminne      |
| Nordingrå 158:2                        | Stensättning            |              | Nordingrå, Ångermanland |       | 62.831569, 18.334795 | 10248301580002 | Ladda upp en bild av detta fornminne      |
| Nordingrå 161:1                        | Fiskeläge               |              | Nordingrå, Ångermanland |       | 62.824752, 18.321946 | 10248301610001 | Ladda upp en bild av detta fornminne      |
| Nordingrå 166:1                        | Röse                    |              | Nordingrå, Ångermanland |       | 62.882569, 18.465598 | 10248301660001 | Ladda upp en bild av detta fornminne      |
| Nordingrå 175:1                        | Fiskeläge               |              | Nordingrå, Ångermanland |       | 62.876469, 18.481554 | 10248301750001 | Ladda upp en bild av detta fornminne      |
| Nordingrå 180:1                        | Husgrund, historisk tid |              | Nordingrå, Ångermanland |       | 62.876009, 18.478096 | 10248301800001 | Ladda upp en bild av detta fornminne      |
| Nordingrå 181:1                        | Röse                    |              | Nordingrå, Ångermanland |       | 62.882675, 18.467197 | 10248301810001 | Ladda upp en bild av detta fornminne      |
| Nordingrå 185:1                        | Stensättning            |              | Nordingrå, Ångermanland |       | 62.909082, 18.232527 | 10248301850001 | Ladda upp en bild av detta fornminne      |
| Nordingrå 185:2                        | Stensättning            |              | Nordingrå, Ångermanland |       | 62.908992, 18.232518 | 10248301850002 | Ladda upp en bild av detta fornminne      |
| Nordingrå 185:3                        | Stensättning            |              | Nordingrå, Ångermanland |       | 62.909058, 18.232728 | 10248301850003 | Ladda upp en bild av detta fornminne      |
| Nordingrå 186:1                        | Hög                     |              | Nordingrå, Ångermanland |       | 62.904784, 18.251349 | 10248301860001 | Ladda upp en bild av detta fornminne      |
| Nordingrå 186:2                        | Hög                     |              | Nordingrå, Ångermanland |       | 62.904847, 18.251498 | 10248301860002 | Ladda upp en bild av detta fornminne      |
| Nordingrå 186:3                        | Hög                     |              | Nordingrå, Ångermanland |       | 62.904876, 18.251308 | 10248301860003 | Ladda upp en bild av detta fornminne      |
| Nordingrå 187:1                        | Stensättning            |              | Nordingrå, Ångermanland |       | 62.908174, 18.239648 | 10248301870001 | Ladda upp en bild av detta fornminne      |
| Nordingrå 194:1                        | Hög                     |              | Nordingrå, Ångermanland |       | 62.947849, 18.266952 | 10248301940001 | Ladda upp en bild av detta fornminne      |
| Nordingrå 194:2                        | Hög                     |              | Nordingrå, Ångermanland |       | 62.947878, 18.266718 | 10248301940002 | Ladda upp en bild av detta fornminne      |
| Nordingrå 195:1                        | Stensättning            |              | Nordingrå, Ångermanland |       | 62.935174, 18.248747 | 10248301950001 | Ladda upp en bild av detta fornminne      |
| Nordingrå 205:1                        | Stensättning            |              | Nordingrå, Ångermanland |       | 62.954075, 18.372032 | 10248302050001 | Ladda upp en bild av detta fornminne      |
| Nordingrå 208:1                        | Röse                    |              | Nordingrå, Ångermanland |       | 62.980066, 18.323707 | 10248302080001 | Ladda upp en bild av detta fornminne      |
| Nordingrå 220:1                        | Fiskeläge               |              | Nordingrå, Ångermanland |       | 62.870222, 18.437059 | 10248302200001 | Ladda upp en bild av detta fornminne      |
| Nordingrå 229:1                        | Fiskeläge               |              | Nordingrå, Ångermanland |       | 62.968216, 18.549152 | 10248302290001 | Ladda upp en bild av detta fornminne      |
| Nordingrå 241                          | Begravningsplats        |              | Nordingrå, Ångermanland |       | 62.928653, 18.289945 | 12000000117989 | Ladda upp en bild av detta fornminne      |

## Skog
| Namn      | Lämningstyp  | Tillkomsttid | Historisk indelning | Plats | Läge                 | ID-nr          | Bild                                 |
| --------- | ------------ | ------------ | ------------------- | ----- | -------------------- | -------------- | ------------------------------------ |
| Skog 1:1  | Stensättning |              | Skog, Ångermanland  |       | 62.944725, 18.087963 | 10249000010001 | Ladda upp en bild av detta fornminne |
| Skog 2:1  | Hög          |              | Skog, Ångermanland  |       | 62.945362, 18.087437 | 10249000020001 | Ladda upp en bild av detta fornminne |
| Skog 2:2  | Hög          |              | Skog, Ångermanland  |       | 62.945287, 18.087550 | 10249000020002 | Ladda upp en bild av detta fornminne |
| Skog 3:1  | Röse         |              | Skog, Ångermanland  |       | 62.920914, 18.087468 | 10249000030001 | Ladda upp en bild av detta fornminne |
| Skog 3:2  | Röse         |              | Skog, Ångermanland  |       | 62.920755, 18.087113 | 10249000030002 | Ladda upp en bild av detta fornminne |
| Skog 3:3  | Stensättning |              | Skog, Ångermanland  |       | 62.920741, 18.087455 | 10249000030003 | Ladda upp en bild av detta fornminne |
| Skog 4:1  | Röse         |              | Skog, Ångermanland  |       | 62.918897, 18.084596 | 10249000040001 | Ladda upp en bild av detta fornminne |
| Skog 4:2  | Stensättning |              | Skog, Ångermanland  |       | 62.918797, 18.084467 | 10249000040002 | Ladda upp en bild av detta fornminne |
| Skog 4:3  | Stensättning |              | Skog, Ångermanland  |       | 62.919003, 18.084596 | 10249000040003 | Ladda upp en bild av detta fornminne |
| Skog 4:4  | Stensättning |              | Skog, Ångermanland  |       | 62.918826, 18.084202 | 10249000040004 | Ladda upp en bild av detta fornminne |
| Skog 5:1  | Röse         |              | Skog, Ångermanland  |       | 62.915266, 18.087880 | 10249000050001 | Ladda upp en bild av detta fornminne |
| Skog 5:2  | Stenkrets    |              | Skog, Ångermanland  |       | 62.915296, 18.087555 | 10249000050002 | Ladda upp en bild av detta fornminne |
| Skog 5:3  | Stensättning |              | Skog, Ångermanland  |       | 62.915027, 18.088032 | 10249000050003 | Ladda upp en bild av detta fornminne |
| Skog 6:1  | Stensättning |              | Skog, Ångermanland  |       | 62.914363, 18.082132 | 10249000060001 | Ladda upp en bild av detta fornminne |
| Skog 7:1  | Gravfält     |              | Skog, Ångermanland  |       | 62.916828, 18.095512 | 10249000070001 | Ladda upp en bild av detta fornminne |
| Skog 8:1  | Stensättning |              | Skog, Ångermanland  |       | 62.927895, 18.087568 | 10249000080001 | Ladda upp en bild av detta fornminne |
| Skog 12:1 | Hög          |              | Skog, Ångermanland  |       | 62.916477, 18.037568 | 10249000120001 | Ladda upp en bild av detta fornminne |
| Skog 30:1 | Röse         |              | Skog, Ångermanland  |       | 62.952943, 18.088598 | 10249000300001 | Ladda upp en bild av detta fornminne |
| Skog 38:1 | Hög          |              | Skog, Ångermanland  |       | 62.954545, 18.068961 | 10249000380001 | Ladda upp en bild av detta fornminne |
| Skog 38:2 | Hög          |              | Skog, Ångermanland  |       | 62.954946, 18.069728 | 10249000380002 | Ladda upp en bild av detta fornminne |
| Skog 65:1 | Stensättning |              | Skog, Ångermanland  |       | 62.932087, 18.024920 | 10249000650001 | Ladda upp en bild av detta fornminne |

## Styrnäs
| Namn                         | Lämningstyp             | Tillkomsttid | Historisk indelning   | Plats | Läge                 | ID-nr          | Bild                                 |
| ---------------------------- | ----------------------- | ------------ | --------------------- | ----- | -------------------- | -------------- | ------------------------------------ |
| Styrnäs 1:1                  | Hög                     |              | Styrnäs, Ångermanland |       | 63.051016, 17.805378 | 10249500010001 | Ladda upp en bild av detta fornminne |
| Styrnäs 1:2                  | Hög                     |              | Styrnäs, Ångermanland |       | 63.051231, 17.805406 | 10249500010002 | Ladda upp en bild av detta fornminne |
| Styrnäs 2:1                  | Hög                     |              | Styrnäs, Ångermanland |       | 63.048781, 17.804110 | 10249500020001 | Ladda upp en bild av detta fornminne |
| Styrnäs 2:2                  | Hög                     |              | Styrnäs, Ångermanland |       | 63.048415, 17.804350 | 10249500020002 | Ladda upp en bild av detta fornminne |
| Styrnäs 5:1                  | Grav- och boplatsområde |              | Styrnäs, Ångermanland |       | 63.067723, 17.830928 | 10249500050001 | Ladda upp en bild av detta fornminne |
| Styrnäs 8:1                  | Stensättning            |              | Styrnäs, Ångermanland |       | 63.069555, 17.828267 | 10249500080001 | Ladda upp en bild av detta fornminne |
| Styrnäs 8:2                  | Stensättning            |              | Styrnäs, Ångermanland |       | 63.069236, 17.829178 | 10249500080002 | Ladda upp en bild av detta fornminne |
| Styrnäs 8:3                  | Hög                     |              | Styrnäs, Ångermanland |       | 63.069245, 17.828593 | 10249500080003 | Ladda upp en bild av detta fornminne |
| Styrnäs 8:4                  | Stensättning            |              | Styrnäs, Ångermanland |       | 63.068764, 17.828957 | 10249500080004 | Ladda upp en bild av detta fornminne |
| Styrnäs 9:1                  | Gravfält                |              | Styrnäs, Ångermanland |       | 63.068028, 17.827399 | 10249500090001 | Ladda upp en bild av detta fornminne |
| Styrnäs 10:1                 | Hög                     |              | Styrnäs, Ångermanland |       | 63.071919, 17.834553 | 10249500100001 | Ladda upp en bild av detta fornminne |
| Styrnäs 10:2                 | Hög                     |              | Styrnäs, Ångermanland |       | 63.072047, 17.834570 | 10249500100002 | Ladda upp en bild av detta fornminne |
| Styrnäs 10:3                 | Hög                     |              | Styrnäs, Ångermanland |       | 63.071685, 17.834698 | 10249500100003 | Ladda upp en bild av detta fornminne |
| Styrnäs 11:1                 | Stensättning            |              | Styrnäs, Ångermanland |       | 63.072733, 17.833275 | 10249500110001 | Ladda upp en bild av detta fornminne |
| Styrnäs 12:1                 | Hög                     |              | Styrnäs, Ångermanland |       | 63.079370, 17.835966 | 10249500120001 | Ladda upp en bild av detta fornminne |
| Styrnäs 12:2                 | Hög                     |              | Styrnäs, Ångermanland |       | 63.079091, 17.836005 | 10249500120002 | Ladda upp en bild av detta fornminne |
| Styrnäs 16:1                 | Hög                     |              | Styrnäs, Ångermanland |       | 63.062394, 17.815824 | 10249500160001 | Ladda upp en bild av detta fornminne |
| Styrnäs 19:1                 | Stensättning            |              | Styrnäs, Ångermanland |       | 63.054022, 17.811293 | 10249500190001 | Ladda upp en bild av detta fornminne |
| Styrnäs 19:2                 | Hög                     |              | Styrnäs, Ångermanland |       | 63.053938, 17.811607 | 10249500190002 | Ladda upp en bild av detta fornminne |
| Styrnäs 21:1                 | Stensättning            |              | Styrnäs, Ångermanland |       | 63.054549, 17.794979 | 10249500210001 | Ladda upp en bild av detta fornminne |
| Styrnäs 21:2                 | Stensättning            |              | Styrnäs, Ångermanland |       | 63.054579, 17.794787 | 10249500210002 | Ladda upp en bild av detta fornminne |
| Styrnäs 22:1                 | Gravfält                |              | Styrnäs, Ångermanland |       | 63.051950, 17.798123 | 10249500220001 | Ladda upp en bild av detta fornminne |
| Styrnäs 23:1                 | Hög                     |              | Styrnäs, Ångermanland |       | 63.059723, 17.797368 | 10249500230001 | Ladda upp en bild av detta fornminne |
| Styrnäs 26:1                 | Gravfält                |              | Styrnäs, Ångermanland |       | 63.087941, 17.771532 | 10249500260001 | Ladda upp en bild av detta fornminne |
| Styrnäs 27:1                 | Hög                     |              | Styrnäs, Ångermanland |       | 63.090407, 17.778538 | 10249500270001 | Ladda upp en bild av detta fornminne |
| Styrnäs 27:2                 | Hög                     |              | Styrnäs, Ångermanland |       | 63.090258, 17.778535 | 10249500270002 | Ladda upp en bild av detta fornminne |
| Styrnäs 27:3                 | Stensättning            |              | Styrnäs, Ångermanland |       | 63.090208, 17.778442 | 10249500270003 | Ladda upp en bild av detta fornminne |
| Styrnäs 27:4                 | Hög                     |              | Styrnäs, Ångermanland |       | 63.090137, 17.778423 | 10249500270004 | Ladda upp en bild av detta fornminne |
| Styrnäs 28:1                 | Hög                     |              | Styrnäs, Ångermanland |       | 63.085235, 17.774915 | 10249500280001 | Ladda upp en bild av detta fornminne |
| Styrnäs 29:1                 | Stensättning            |              | Styrnäs, Ångermanland |       | 63.111547, 17.772631 | 10249500290001 | Ladda upp en bild av detta fornminne |
| Styrnäs 29:2                 | Stensättning            |              | Styrnäs, Ångermanland |       | 63.111635, 17.772602 | 10249500290002 | Ladda upp en bild av detta fornminne |
| Styrnäs 29:3                 | Stensättning            |              | Styrnäs, Ångermanland |       | 63.111434, 17.772646 | 10249500290003 | Ladda upp en bild av detta fornminne |
| Styrnäs 29:4                 | Stensättning            |              | Styrnäs, Ångermanland |       | 63.111369, 17.772554 | 10249500290004 | Ladda upp en bild av detta fornminne |
| Styrnäs 30:1                 | Gravfält                |              | Styrnäs, Ångermanland |       | 63.108502, 17.776446 | 10249500300001 | Ladda upp en bild av detta fornminne |
| Styrnäs 31:1                 | Hög                     |              | Styrnäs, Ångermanland |       | 63.106228, 17.772948 | 10249500310001 | Ladda upp en bild av detta fornminne |
| Styrnäs 31:2                 | Stensättning            |              | Styrnäs, Ångermanland |       | 63.106207, 17.772685 | 10249500310002 | Ladda upp en bild av detta fornminne |
| Styrnäs 31:3                 | Hög                     |              | Styrnäs, Ångermanland |       | 63.106067, 17.772979 | 10249500310003 | Ladda upp en bild av detta fornminne |
| Styrnäs 38:1                 | Röse                    |              | Styrnäs, Ångermanland |       | 63.040310, 17.812069 | 10249500380001 | Ladda upp en bild av detta fornminne |
| Styrnäs 44:1                 | Röse                    |              | Styrnäs, Ångermanland |       | 63.040337, 17.816994 | 10249500440001 | Ladda upp en bild av detta fornminne |
| Styrnäs 47:1                 | Stensättning            |              | Styrnäs, Ångermanland |       | 63.056218, 17.799939 | 10249500470001 | Ladda upp en bild av detta fornminne |
| Styrnäs 51:1                 | Hög                     |              | Styrnäs, Ångermanland |       | 63.057020, 17.823100 | 10249500510001 | Ladda upp en bild av detta fornminne |
| Styrnäs 51:2                 | Stensättning            |              | Styrnäs, Ångermanland |       | 63.057181, 17.822993 | 10249500510002 | Ladda upp en bild av detta fornminne |
| Styrnäs 64:1                 | Hög                     |              | Styrnäs, Ångermanland |       | 63.088070, 17.777118 | 10249500640001 | Ladda upp en bild av detta fornminne |
| Dämstabodarna (Styrnäs 66:1) | Fäbod                   |              | Styrnäs, Ångermanland |       | 63.066611, 17.903786 | 10249500660001 | Ladda upp en bild av detta fornminne |
| Styrnäs 69:1                 | Röse                    |              | Styrnäs, Ångermanland |       | 63.053643, 17.791790 | 10249500690001 | Ladda upp en bild av detta fornminne |
| Styrnäs 75:1                 | Fäbod                   |              | Styrnäs, Ångermanland |       | 63.131430, 17.947393 | 10249500750001 | Ladda upp en bild av detta fornminne |
| Fäbodlämning (Styrnäs 84:1)  | Fäbod                   |              | Styrnäs, Ångermanland |       | 63.099034, 17.899998 | 10249500840001 | Ladda upp en bild av detta fornminne |
| Styrnäs 91:1                 | Fäbod                   |              | Styrnäs, Ångermanland |       | 63.122962, 17.849583 | 10249500910001 | Ladda upp en bild av detta fornminne |
| Fröksbodarna (Styrnäs 92:1)  | Fäbod                   |              | Styrnäs, Ångermanland |       | 63.096702, 17.947894 | 10249500920001 | Ladda upp en bild av detta fornminne |

## Torsåker
| Namn                            | Lämningstyp             | Tillkomsttid | Historisk indelning    | Plats    | Läge                 | ID-nr          | Bild                                      |
| ------------------------------- | ----------------------- | ------------ | ---------------------- | -------- | -------------------- | -------------- | ----------------------------------------- |
| Åberget (Torsåker 3:1)          | Hög                     |              | Torsåker, Ångermanland |          | 63.068284, 17.754613 | 10250300030001 | Ladda upp en bild av detta fornminne      |
| Åberget (Torsåker 3:2)          | Stensättning            |              | Torsåker, Ångermanland |          | 63.068126, 17.754724 | 10250300030002 | Ladda upp en bild av detta fornminne      |
| Åberget (Torsåker 4:1)          | Hög                     |              | Torsåker, Ångermanland |          | 63.065903, 17.757739 | 10250300040001 | Ladda upp en bild av detta fornminne      |
| Åberget (Torsåker 4:2)          | Stensättning            |              | Torsåker, Ångermanland |          | 63.065821, 17.757909 | 10250300040002 | Ladda upp en bild av detta fornminne      |
| Torsåker 5:1                    | Hög                     |              | Torsåker, Ångermanland |          | 63.078739, 17.720253 | 10250300050001 | Ladda upp en bild av detta fornminne      |
| Torsåker 5:2                    | Hög                     |              | Torsåker, Ångermanland |          | 63.078528, 17.720335 | 10250300050002 | Ladda upp en bild av detta fornminne      |
| Torsåker 6:1                    | Hög                     |              | Torsåker, Ångermanland |          | 63.079224, 17.722330 | 10250300060001 | Ladda upp en bild av detta fornminne      |
| Torsåker 7:1                    | Hög                     |              | Torsåker, Ångermanland |          | 63.077375, 17.723959 | 10250300070001 | Ladda upp en bild av detta fornminne      |
| Torsåker 7:2                    | Hög                     |              | Torsåker, Ångermanland |          | 63.077296, 17.723072 | 10250300070002 | Ladda upp en bild av detta fornminne      |
| Rogstaklippen (Torsåker 8:1)    | Fornborg                |              | Torsåker, Ångermanland |          | 63.078032, 17.718311 | 10250300080001 | Ladda upp en bild av detta fornminne      |
| Torsåker 10:1                   | Hög                     |              | Torsåker, Ångermanland |          | 63.068931, 17.729700 | 10250300100001 | Ladda upp en bild av detta fornminne      |
| Torsåker 10:2                   | Hög                     |              | Torsåker, Ångermanland |          | 63.069036, 17.730381 | 10250300100002 | Ladda upp en bild av detta fornminne      |
| Torsåker 11:1                   | Hög                     |              | Torsåker, Ångermanland |          | 63.068131, 17.729375 | 10250300110001 | Ladda upp en bild av detta fornminne      |
| Torsåker 11:3                   | Stensättning            |              | Torsåker, Ångermanland |          | 63.067914, 17.729500 | 10250300110003 | Ladda upp en bild av detta fornminne      |
| Torsåker 14:1                   | Hög                     |              | Torsåker, Ångermanland |          | 63.068610, 17.730881 | 10250300140001 | Ladda upp en bild av detta fornminne      |
| Styresholm (Torsåker 17:1)      | Fästning/skans          |              | Torsåker, Ångermanland |          | 63.076914, 17.761131 | 10250300170001 | Ladda upp en till bild av detta fornminne |
| Skelettåkern (Torsåker 23:1)    | Begravningsplats        |              | Torsåker, Ångermanland |          | 63.100452, 17.749809 | 10250300230001 | Ladda upp en till bild av detta fornminne |
| Torsåker 24:1                   | Hög                     |              | Torsåker, Ångermanland |          | 63.101733, 17.748974 | 10250300240001 | Ladda upp en bild av detta fornminne      |
| Torsåker 28:1                   | Hög                     |              | Torsåker, Ångermanland |          | 63.115269, 17.710511 | 10250300280001 | Ladda upp en bild av detta fornminne      |
| Torsåker 28:2                   | Hög                     |              | Torsåker, Ångermanland |          | 63.115423, 17.710534 | 10250300280002 | Ladda upp en bild av detta fornminne      |
| Torsåker 30:1                   | Gravfält                |              | Torsåker, Ångermanland |          | 63.115535, 17.714516 | 10250300300001 | Ladda upp en bild av detta fornminne      |
| Västhammar (Torsåker 46:1)      | Stensättning            |              | Torsåker, Ångermanland |          | 63.030927, 17.756552 | 10250300460001 | Ladda upp en bild av detta fornminne      |
| Västhammar (Torsåker 47:1)      | Hög                     |              | Torsåker, Ångermanland |          | 63.032402, 17.757532 | 10250300470001 | Ladda upp en bild av detta fornminne      |
| Torsåker 49:1                   | Hög                     |              | Torsåker, Ångermanland |          | 63.045747, 17.725068 | 10250300490001 | Ladda upp en bild av detta fornminne      |
| Torsåker 49:2                   | Hög                     |              | Torsåker, Ångermanland |          | 63.045854, 17.725296 | 10250300490002 | Ladda upp en bild av detta fornminne      |
| Torsåker 49:3                   | Hög                     |              | Torsåker, Ångermanland |          | 63.045772, 17.725501 | 10250300490003 | Ladda upp en bild av detta fornminne      |
| Torsåker 53:1                   | Stensättning            |              | Torsåker, Ångermanland |          | 63.052124, 17.716841 | 10250300530001 | Ladda upp en bild av detta fornminne      |
| Torsåker 54:1                   | Hög                     |              | Torsåker, Ångermanland |          | 63.052611, 17.726712 | 10250300540001 | Ladda upp en bild av detta fornminne      |
| Torsåker 59:1                   | Hög                     |              | Torsåker, Ångermanland |          | 63.079433, 17.721092 | 10250300590001 | Ladda upp en bild av detta fornminne      |
| Torsåker 67:1                   | Gravfält                |              | Torsåker, Ångermanland |          | 63.083669, 17.753933 | 10250300670001 | Ladda upp en bild av detta fornminne      |
| Pukeborg (Torsåker 69:1)        | Borg                    |              | Torsåker, Ångermanland | Prästmon | 63.077579, 17.755738 | 10250300690001 | Ladda upp en till bild av detta fornminne |
| Hämra fäbodar (Torsåker 86:1)   | Fäbod                   |              | Torsåker, Ångermanland |          | 63.100379, 17.656051 | 10250300860001 | Ladda upp en bild av detta fornminne      |
| Fanom fäbodar (Torsåker 87:1)   | Fäbod                   |              | Torsåker, Ångermanland |          | 63.109781, 17.642404 | 10250300870001 | Ladda upp en bild av detta fornminne      |
| Torsåker 94:1                   | Husgrund, historisk tid |              | Torsåker, Ångermanland |          | 63.105151, 17.691388 | 10250300940001 | Ladda upp en bild av detta fornminne      |
| Torsåker 96:1                   | Hög                     |              | Torsåker, Ångermanland |          | 63.111460, 17.727961 | 10250300960001 | Ladda upp en bild av detta fornminne      |
| Torsåker 97:1                   | Hög                     |              | Torsåker, Ångermanland |          | 63.100614, 17.749301 | 10250300970001 | Ladda upp en till bild av detta fornminne |
| Björnedbodarna (Torsåker 100:1) | Fäbod                   |              | Torsåker, Ångermanland |          | 63.026575, 17.356640 | 10250301000001 | Ladda upp en bild av detta fornminne      |

## Ullånger
| Namn           | Lämningstyp             | Tillkomsttid | Historisk indelning    | Plats | Läge                 | ID-nr          | Bild                                 |
| -------------- | ----------------------- | ------------ | ---------------------- | ----- | -------------------- | -------------- | ------------------------------------ |
| Ullånger 1:1   | Gravfält                |              | Ullånger, Ångermanland |       | 63.005731, 18.235712 | 10250800010001 | Ladda upp en bild av detta fornminne |
| Ullånger 4:1   | Hög                     |              | Ullånger, Ångermanland |       | 63.016934, 18.209075 | 10250800040001 | Ladda upp en bild av detta fornminne |
| Ullånger 4:2   | Hög                     |              | Ullånger, Ångermanland |       | 63.016881, 18.209411 | 10250800040002 | Ladda upp en bild av detta fornminne |
| Ullånger 5:1   | Hög                     |              | Ullånger, Ångermanland |       | 63.016149, 18.201848 | 10250800050001 | Ladda upp en bild av detta fornminne |
| Ullånger 5:2   | Hög                     |              | Ullånger, Ångermanland |       | 63.016066, 18.201781 | 10250800050002 | Ladda upp en bild av detta fornminne |
| Ullånger 5:3   | Hög                     |              | Ullånger, Ångermanland |       | 63.015924, 18.201655 | 10250800050003 | Ladda upp en bild av detta fornminne |
| Ullånger 5:4   | Hög                     |              | Ullånger, Ångermanland |       | 63.015788, 18.201426 | 10250800050004 | Ladda upp en bild av detta fornminne |
| Ullånger 6:1   | Hög                     |              | Ullånger, Ångermanland |       | 63.021101, 18.205624 | 10250800060001 | Ladda upp en bild av detta fornminne |
| Ullånger 6:2   | Hög                     |              | Ullånger, Ångermanland |       | 63.021048, 18.205126 | 10250800060002 | Ladda upp en bild av detta fornminne |
| Ullånger 8:1   | Hög                     |              | Ullånger, Ångermanland |       | 63.018851, 18.206972 | 10250800080001 | Ladda upp en bild av detta fornminne |
| Ullånger 8:2   | Hög                     |              | Ullånger, Ångermanland |       | 63.018822, 18.207191 | 10250800080002 | Ladda upp en bild av detta fornminne |
| Ullånger 9:1   | Hög                     |              | Ullånger, Ångermanland |       | 63.007811, 18.253765 | 10250800090001 | Ladda upp en bild av detta fornminne |
| Ullånger 10:1  | Röse                    |              | Ullånger, Ångermanland |       | 63.005964, 18.260528 | 10250800100001 | Ladda upp en bild av detta fornminne |
| Ullånger 10:2  | Stensättning            |              | Ullånger, Ångermanland |       | 63.005809, 18.261115 | 10250800100002 | Ladda upp en bild av detta fornminne |
| Ullånger 12:1  | Hög                     |              | Ullånger, Ångermanland |       | 63.017667, 18.205782 | 10250800120001 | Ladda upp en bild av detta fornminne |
| Ullånger 13:1  | Röse                    |              | Ullånger, Ångermanland |       | 63.008779, 18.197136 | 10250800130001 | Ladda upp en bild av detta fornminne |
| Ullånger 14:1  | Hög                     |              | Ullånger, Ångermanland |       | 63.007251, 18.189640 | 10250800140001 | Ladda upp en bild av detta fornminne |
| Ullånger 14:2  | Hög                     |              | Ullånger, Ångermanland |       | 63.007097, 18.189624 | 10250800140002 | Ladda upp en bild av detta fornminne |
| Ullånger 15:1  | Hög                     |              | Ullånger, Ångermanland |       | 62.994475, 18.174543 | 10250800150001 | Ladda upp en bild av detta fornminne |
| Ullånger 16:1  | Hög                     |              | Ullånger, Ångermanland |       | 62.994554, 18.173313 | 10250800160001 | Ladda upp en bild av detta fornminne |
| Ullånger 17:1  | Hög                     |              | Ullånger, Ångermanland |       | 62.993701, 18.173138 | 10250800170001 | Ladda upp en bild av detta fornminne |
| Ullånger 18:1  | Hög                     |              | Ullånger, Ångermanland |       | 62.994491, 18.172835 | 10250800180001 | Ladda upp en bild av detta fornminne |
| Ullånger 19:1  | Stensättning            |              | Ullånger, Ångermanland |       | 62.993500, 18.172511 | 10250800190001 | Ladda upp en bild av detta fornminne |
| Ullånger 20:1  | Gravfält                |              | Ullånger, Ångermanland |       | 62.997386, 18.166364 | 10250800200001 | Ladda upp en bild av detta fornminne |
| Ullånger 23:1  | Stensättning            |              | Ullånger, Ångermanland |       | 62.968323, 18.121419 | 10250800230001 | Ladda upp en bild av detta fornminne |
| Ullånger 23:2  | Stensättning            |              | Ullånger, Ångermanland |       | 62.968320, 18.121655 | 10250800230002 | Ladda upp en bild av detta fornminne |
| Ullånger 24:1  | Stensättning            |              | Ullånger, Ångermanland |       | 62.995490, 18.162991 | 10250800240001 | Ladda upp en bild av detta fornminne |
| Ullånger 24:2  | Stensättning            |              | Ullånger, Ångermanland |       | 62.995161, 18.163007 | 10250800240002 | Ladda upp en bild av detta fornminne |
| Ullånger 24:3  | Stensättning            |              | Ullånger, Ångermanland |       | 62.995011, 18.162823 | 10250800240003 | Ladda upp en bild av detta fornminne |
| Ullånger 24:4  | Hög                     |              | Ullånger, Ångermanland |       | 62.994698, 18.163590 | 10250800240004 | Ladda upp en bild av detta fornminne |
| Ullånger 26:1  | Stensättning            |              | Ullånger, Ångermanland |       | 63.005986, 18.154621 | 10250800260001 | Ladda upp en bild av detta fornminne |
| Ullånger 27:1  | Hög                     |              | Ullånger, Ångermanland |       | 63.003759, 18.165480 | 10250800270001 | Ladda upp en bild av detta fornminne |
| Ullånger 27:2  | Stensättning            |              | Ullånger, Ångermanland |       | 63.003619, 18.164507 | 10250800270002 | Ladda upp en bild av detta fornminne |
| Ullånger 28:1  | Hög                     |              | Ullånger, Ångermanland |       | 63.004066, 18.164356 | 10250800280001 | Ladda upp en bild av detta fornminne |
| Ullånger 29:1  | Hög                     |              | Ullånger, Ångermanland |       | 63.017718, 18.187873 | 10250800290001 | Ladda upp en bild av detta fornminne |
| Ullånger 31:1  | Hög                     |              | Ullånger, Ångermanland |       | 63.012971, 18.176134 | 10250800310001 | Ladda upp en bild av detta fornminne |
| Ullånger 31:2  | Hög                     |              | Ullånger, Ångermanland |       | 63.012812, 18.176413 | 10250800310002 | Ladda upp en bild av detta fornminne |
| Ullånger 32:1  | Hög                     |              | Ullånger, Ångermanland |       | 63.013001, 18.177523 | 10250800320001 | Ladda upp en bild av detta fornminne |
| Ullånger 34:1  | Hög                     |              | Ullånger, Ångermanland |       | 63.015150, 18.211610 | 10250800340001 | Ladda upp en bild av detta fornminne |
| Ullånger 34:2  | Hög                     |              | Ullånger, Ångermanland |       | 63.015230, 18.211636 | 10250800340002 | Ladda upp en bild av detta fornminne |
| Ullånger 38:1  | Stensättning            |              | Ullånger, Ångermanland |       | 63.008947, 18.200794 | 10250800380001 | Ladda upp en bild av detta fornminne |
| Ullånger 38:2  | Stensättning            |              | Ullånger, Ångermanland |       | 63.008726, 18.200835 | 10250800380002 | Ladda upp en bild av detta fornminne |
| Ullånger 39:1  | Hög                     |              | Ullånger, Ångermanland |       | 63.008387, 18.201474 | 10250800390001 | Ladda upp en bild av detta fornminne |
| Ullånger 55:1  | Stensättning            |              | Ullånger, Ångermanland |       | 63.018415, 18.181692 | 10250800550001 | Ladda upp en bild av detta fornminne |
| Ullånger 57:1  | Hög                     |              | Ullånger, Ångermanland |       | 63.016785, 18.212266 | 10250800570001 | Ladda upp en bild av detta fornminne |
| Ullånger 58:1  | Stensättning            |              | Ullånger, Ångermanland |       | 63.006608, 18.257500 | 10250800580001 | Ladda upp en bild av detta fornminne |
| Ullånger 62:1  | Röse                    |              | Ullånger, Ångermanland |       | 63.005698, 18.233173 | 10250800620001 | Ladda upp en bild av detta fornminne |
| Ullånger 63:1  | Hög                     |              | Ullånger, Ångermanland |       | 62.993907, 18.169507 | 10250800630001 | Ladda upp en bild av detta fornminne |
| Ullånger 76:1  | Grav- och boplatsområde |              | Ullånger, Ångermanland |       | 63.027882, 18.166780 | 10250800760001 | Ladda upp en bild av detta fornminne |
| Ullånger 107:1 | Röse                    |              | Ullånger, Ångermanland |       | 63.005057, 18.242572 | 10250801070001 | Ladda upp en bild av detta fornminne |
| Ullånger 108:1 | Röse                    |              | Ullånger, Ångermanland |       | 63.005352, 18.239941 | 10250801080001 | Ladda upp en bild av detta fornminne |

## Vibyggerå
| Namn                            | Lämningstyp             | Tillkomsttid | Historisk indelning     | Plats | Läge                 | ID-nr          | Bild                                 |
| ------------------------------- | ----------------------- | ------------ | ----------------------- | ----- | -------------------- | -------------- | ------------------------------------ |
| Vibyggerå 1:1                   | Hög                     |              | Vibyggerå, Ångermanland |       | 63.058185, 18.333025 | 10250900010001 | Ladda upp en bild av detta fornminne |
| Vibyggerå 1:2                   | Hög                     |              | Vibyggerå, Ångermanland |       | 63.058320, 18.332811 | 10250900010002 | Ladda upp en bild av detta fornminne |
| Vibyggerå 2:1                   | Hög                     |              | Vibyggerå, Ångermanland |       | 63.056775, 18.342452 | 10250900020001 | Ladda upp en bild av detta fornminne |
| Vibyggerå 3:1                   | Hög                     |              | Vibyggerå, Ångermanland |       | 63.057670, 18.342914 | 10250900030001 | Ladda upp en bild av detta fornminne |
| Vibyggerå 3:2                   | Hög                     |              | Vibyggerå, Ångermanland |       | 63.057756, 18.342814 | 10250900030002 | Ladda upp en bild av detta fornminne |
| Vibyggerå 4:1                   | Hög                     |              | Vibyggerå, Ångermanland |       | 63.060550, 18.346983 | 10250900040001 | Ladda upp en bild av detta fornminne |
| Vibyggerå 6:1                   | Hög                     |              | Vibyggerå, Ångermanland |       | 63.049627, 18.321904 | 10250900060001 | Ladda upp en bild av detta fornminne |
| Vibyggerå 7:2                   | Begravningsplats        |              | Vibyggerå, Ångermanland |       | 63.048413, 18.321477 | 10250900070002 | Ladda upp en bild av detta fornminne |
| Vibyggerå 8:1                   | Stensättning            |              | Vibyggerå, Ångermanland |       | 63.044171, 18.322176 | 10250900080001 | Ladda upp en bild av detta fornminne |
| Vibyggerå 9:1                   | Gravfält                |              | Vibyggerå, Ångermanland |       | 63.008116, 18.283107 | 10250900090001 | Ladda upp en bild av detta fornminne |
| Vibyggerå 11:1                  | Röse                    |              | Vibyggerå, Ångermanland |       | 63.014660, 18.330584 | 10250900110001 | Ladda upp en bild av detta fornminne |
| Vibyggerå 11:2                  | Röse                    |              | Vibyggerå, Ångermanland |       | 63.014550, 18.330495 | 10250900110002 | Ladda upp en bild av detta fornminne |
| Vibyggerå 12:1                  | Röse                    |              | Vibyggerå, Ångermanland |       | 63.030218, 18.406384 | 10250900120001 | Ladda upp en bild av detta fornminne |
| Vibyggerå 12:2                  | Röse                    |              | Vibyggerå, Ångermanland |       | 63.030135, 18.406116 | 10250900120002 | Ladda upp en bild av detta fornminne |
| Vibyggerå 12:3                  | Röse                    |              | Vibyggerå, Ångermanland |       | 63.030093, 18.406373 | 10250900120003 | Ladda upp en bild av detta fornminne |
| Vibyggerå 15:1                  | Gravfält                |              | Vibyggerå, Ångermanland |       | 63.023156, 18.408748 | 10250900150001 | Ladda upp en bild av detta fornminne |
| Vibyggerå 16:1                  | Gravfält                |              | Vibyggerå, Ångermanland |       | 63.022500, 18.404325 | 10250900160001 | Ladda upp en bild av detta fornminne |
| Vibyggerå 17:1                  | Gravfält                |              | Vibyggerå, Ångermanland |       | 63.020872, 18.430151 | 10250900170001 | Ladda upp en bild av detta fornminne |
| Vibyggerå 18:1                  | Röse                    |              | Vibyggerå, Ångermanland |       | 63.023185, 18.399673 | 10250900180001 | Ladda upp en bild av detta fornminne |
| Vibyggerå 19:1                  | Röse                    |              | Vibyggerå, Ångermanland |       | 63.021125, 18.372166 | 10250900190001 | Ladda upp en bild av detta fornminne |
| Vibyggerå 19:2                  | Röse                    |              | Vibyggerå, Ångermanland |       | 63.021277, 18.371966 | 10250900190002 | Ladda upp en bild av detta fornminne |
| Vibyggerå 19:3                  | Röse                    |              | Vibyggerå, Ångermanland |       | 63.021416, 18.372334 | 10250900190003 | Ladda upp en bild av detta fornminne |
| Vibyggerå 20:1                  | Stensättning            |              | Vibyggerå, Ångermanland |       | 63.037745, 18.409472 | 10250900200001 | Ladda upp en bild av detta fornminne |
| Vibyggerå 21:1                  | Stensättning            |              | Vibyggerå, Ångermanland |       | 63.054521, 18.434063 | 10250900210001 | Ladda upp en bild av detta fornminne |
| Vibyggerå 22:1                  | Stensättning            |              | Vibyggerå, Ångermanland |       | 63.037436, 18.464346 | 10250900220001 | Ladda upp en bild av detta fornminne |
| Vibyggerå 22:2                  | Röse                    |              | Vibyggerå, Ångermanland |       | 63.037550, 18.464550 | 10250900220002 | Ladda upp en bild av detta fornminne |
| Vibyggerå 23:1                  | Röse                    |              | Vibyggerå, Ångermanland |       | 63.033883, 18.460867 | 10250900230001 | Ladda upp en bild av detta fornminne |
| Vibyggerå 23:2                  | Stensättning            |              | Vibyggerå, Ångermanland |       | 63.033781, 18.461269 | 10250900230002 | Ladda upp en bild av detta fornminne |
| Vibyggerå 25:1                  | Gravfält                |              | Vibyggerå, Ångermanland |       | 63.039215, 18.451433 | 10250900250001 | Ladda upp en bild av detta fornminne |
| Vibyggerå 26:1                  | Röse                    |              | Vibyggerå, Ångermanland |       | 63.039097, 18.454229 | 10250900260001 | Ladda upp en bild av detta fornminne |
| Harphagafältet (Vibyggerå 27:1) | Gravfält                |              | Vibyggerå, Ångermanland |       | 63.039612, 18.467912 | 10250900270001 | Ladda upp en bild av detta fornminne |
| Harphagafältet (Vibyggerå 27:2) | Röse                    |              | Vibyggerå, Ångermanland |       | 63.040207, 18.467282 | 10250900270002 | Ladda upp en bild av detta fornminne |
| Vibyggerå 28:1                  | Gravfält                |              | Vibyggerå, Ångermanland |       | 63.039986, 18.464997 | 10250900280001 | Ladda upp en bild av detta fornminne |
| Vibyggerå 29:1                  | Röse                    |              | Vibyggerå, Ångermanland |       | 63.040626, 18.471751 | 10250900290001 | Ladda upp en bild av detta fornminne |
| Vibyggerå 29:2                  | Röse                    |              | Vibyggerå, Ångermanland |       | 63.040672, 18.471372 | 10250900290002 | Ladda upp en bild av detta fornminne |
| Vibyggerå 30:1                  | Röse                    |              | Vibyggerå, Ångermanland |       | 63.040438, 18.472808 | 10250900300001 | Ladda upp en bild av detta fornminne |
| Vibyggerå 30:2                  | Röse                    |              | Vibyggerå, Ångermanland |       | 63.040692, 18.473216 | 10250900300002 | Ladda upp en bild av detta fornminne |
| Vibyggerå 31:1                  | Röse                    |              | Vibyggerå, Ångermanland |       | 63.050225, 18.479719 | 10250900310001 | Ladda upp en bild av detta fornminne |
| Vibyggerå 31:2                  | Röse                    |              | Vibyggerå, Ångermanland |       | 63.050324, 18.479815 | 10250900310002 | Ladda upp en bild av detta fornminne |
| Vibyggerå 32:1                  | Röse                    |              | Vibyggerå, Ångermanland |       | 63.056389, 18.483527 | 10250900320001 | Ladda upp en bild av detta fornminne |
| Vibyggerå 33:1                  | Röse                    |              | Vibyggerå, Ångermanland |       | 63.060415, 18.484056 | 10250900330001 | Ladda upp en bild av detta fornminne |
| Vibyggerå 34:1                  | Röse                    |              | Vibyggerå, Ångermanland |       | 63.055964, 18.488717 | 10250900340001 | Ladda upp en bild av detta fornminne |
| Vibyggerå 35:1                  | Röse                    |              | Vibyggerå, Ångermanland |       | 63.055473, 18.487765 | 10250900350001 | Ladda upp en bild av detta fornminne |
| Vibyggerå 35:2                  | Stensättning            |              | Vibyggerå, Ångermanland |       | 63.055573, 18.488261 | 10250900350002 | Ladda upp en bild av detta fornminne |
| Vibyggerå 35:3                  | Stensättning            |              | Vibyggerå, Ångermanland |       | 63.055627, 18.488531 | 10250900350003 | Ladda upp en bild av detta fornminne |
| Vibyggerå 37:1                  | Röse                    |              | Vibyggerå, Ångermanland |       | 63.065115, 18.494610 | 10250900370001 | Ladda upp en bild av detta fornminne |
| Vibyggerå 37:2                  | Stensättning            |              | Vibyggerå, Ångermanland |       | 63.065172, 18.494722 | 10250900370002 | Ladda upp en bild av detta fornminne |
| Vibyggerå 39:1                  | Gravfält                |              | Vibyggerå, Ångermanland |       | 63.054375, 18.483016 | 10250900390001 | Ladda upp en bild av detta fornminne |
| Vibyggerå 40:1                  | Hög                     |              | Vibyggerå, Ångermanland |       | 63.077022, 18.320438 | 10250900400001 | Ladda upp en bild av detta fornminne |
| Vibyggerå 91:1                  | Hög                     |              | Vibyggerå, Ångermanland |       | 63.057979, 18.329116 | 10250900910001 | Ladda upp en bild av detta fornminne |
| Vibyggerå 103:1                 | Stensättning            |              | Vibyggerå, Ångermanland |       | 63.040727, 18.467819 | 10250901030001 | Ladda upp en bild av detta fornminne |
| Vibyggerå 119:1                 | Fiskeläge               |              | Vibyggerå, Ångermanland |       | 63.038197, 18.533485 | 10250901190001 | Ladda upp en bild av detta fornminne |
| Vibyggerå 121:1                 | Fiskeläge               |              | Vibyggerå, Ångermanland |       | 63.054001, 18.539753 | 10250901210001 | Ladda upp en bild av detta fornminne |
| Vibyggerå 124:1                 | Stensättning            |              | Vibyggerå, Ångermanland |       | 63.026667, 18.501310 | 10250901240001 | Ladda upp en bild av detta fornminne |
| Vibyggerå 126:1                 | Grav- och boplatsområde |              | Vibyggerå, Ångermanland |       | 63.032916, 18.578082 | 10250901260001 | Ladda upp en bild av detta fornminne |
| Vibyggerå 126:3                 | Stensättning            |              | Vibyggerå, Ångermanland |       | 63.033358, 18.578319 | 10250901260003 | Ladda upp en bild av detta fornminne |
| Vibyggerå 126:4                 | Röse                    |              | Vibyggerå, Ångermanland |       | 63.033447, 18.578434 | 10250901260004 | Ladda upp en bild av detta fornminne |
| Vibyggerå 130:1                 | Fäbod                   |              | Vibyggerå, Ångermanland |       | 63.157061, 18.143580 | 10250901300001 | Ladda upp en bild av detta fornminne |
| Vibyggerå 138:1                 | Stensättning            |              | Vibyggerå, Ångermanland |       | 63.054686, 18.481381 | 10250901380001 | Ladda upp en bild av detta fornminne |
| Vibyggerå 147:1                 | Stensättning            |              | Vibyggerå, Ångermanland |       | 63.061131, 18.486454 | 10250901470001 | Ladda upp en bild av detta fornminne |
| Vibyggerå 158:1                 | Stensättning            |              | Vibyggerå, Ångermanland |       | 63.065493, 18.494357 | 10250901580001 | Ladda upp en bild av detta fornminne |
| Vibyggerå 158:2                 | Stensättning            |              | Vibyggerå, Ångermanland |       | 63.065573, 18.494416 | 10250901580002 | Ladda upp en bild av detta fornminne |
| Vibyggerå 164:1                 | Hög                     |              | Vibyggerå, Ångermanland |       | 63.056577, 18.348387 | 10250901640001 | Ladda upp en bild av detta fornminne |
| Vibyggerå 169:1                 | Hög                     |              | Vibyggerå, Ångermanland |       | 63.049811, 18.320784 | 10250901690001 | Ladda upp en bild av detta fornminne |
| Vibyggerå 204:1                 | Gravfält                |              | Vibyggerå, Ångermanland |       | 63.075767, 18.514942 | 10250902040001 | Ladda upp en bild av detta fornminne |
| Vibyggerå 205:1                 | Gravfält                |              | Vibyggerå, Ångermanland |       | 63.077044, 18.515673 | 10250902050001 | Ladda upp en bild av detta fornminne |

## Ytterlännäs
| Namn                                        | Lämningstyp                      | Tillkomsttid | Historisk indelning       | Plats       | Läge                 | ID-nr          | Bild                                      |
| ------------------------------------------- | -------------------------------- | ------------ | ------------------------- | ----------- | -------------------- | -------------- | ----------------------------------------- |
| Borgberget (Ytterlännäs 1:1)                | Fornborg                         |              | Ytterlännäs, Ångermanland | Stensätter  | 63.012246, 17.622369 | 10251100010001 | Ladda upp en till bild av detta fornminne |
| Borgberget (Ytterlännäs 1:2)                | Husgrund, förhistorisk/medeltida |              | Ytterlännäs, Ångermanland | Stensätter  | 63.011765, 17.622159 | 10251100010002 | Ladda upp en bild av detta fornminne      |
| Borgberget (Ytterlännäs 1:4)                | Stensättning                     |              | Ytterlännäs, Ångermanland | Stensätter  | 63.012185, 17.622790 | 10251100010004 | Ladda upp en bild av detta fornminne      |
| Ytterlännäs 3:1                             | Gravfält                         |              | Ytterlännäs, Ångermanland | Ed          | 63.027354, 17.680363 | 10251100030001 | Ladda upp en till bild av detta fornminne |
| Ytterlännäs 4:1                             | Hög                              |              | Ytterlännäs, Ångermanland | Ed          | 63.028044, 17.678203 | 10251100040001 | Ladda upp en bild av detta fornminne      |
| Ytterlännäs 4:2                             | Hög                              |              | Ytterlännäs, Ångermanland | Ed          | 63.027963, 17.678362 | 10251100040002 | Ladda upp en bild av detta fornminne      |
| Ytterlännäs 4:3                             | Hög                              |              | Ytterlännäs, Ångermanland | Ed          | 63.027939, 17.679187 | 10251100040003 | Ladda upp en till bild av detta fornminne |
| Ytterlännäs 5:1                             | Hög                              |              | Ytterlännäs, Ångermanland | Ed          | 63.027175, 17.676078 | 10251100050001 | Ladda upp en bild av detta fornminne      |
| Ytterlännäs 5:2                             | Hög                              |              | Ytterlännäs, Ångermanland | Ed          | 63.027197, 17.676226 | 10251100050002 | Ladda upp en bild av detta fornminne      |
| Ytterlännäs 5:3                             | Hög                              |              | Ytterlännäs, Ångermanland | Ed          | 63.027267, 17.675935 | 10251100050003 | Ladda upp en bild av detta fornminne      |
| Ytterlännäs 6:1                             | Hög                              |              | Ytterlännäs, Ångermanland | Ed          | 63.024900, 17.679148 | 10251100060001 | Ladda upp en bild av detta fornminne      |
| Ytterlännäs 6:2                             | Hög                              |              | Ytterlännäs, Ångermanland | Ed          | 63.024769, 17.678725 | 10251100060002 | Ladda upp en bild av detta fornminne      |
| Ytterlännäs 7:1                             | Gravfält                         |              | Ytterlännäs, Ångermanland | Ytterlännäs | 63.008482, 17.717646 | 10251100070001 | Ladda upp en bild av detta fornminne      |
| Ytterlännäs 8:1                             | Stensättning                     |              | Ytterlännäs, Ångermanland | Ytterlännäs | 63.008470, 17.696708 | 10251100080001 | Ladda upp en bild av detta fornminne      |
| Ytterlännäs 8:2                             | Stensättning                     |              | Ytterlännäs, Ångermanland | Ytterlännäs | 63.008386, 17.696868 | 10251100080002 | Ladda upp en bild av detta fornminne      |
| Ytterlännäs 8:3                             | Husgrund, förhistorisk/medeltida |              | Ytterlännäs, Ångermanland | Ytterlännäs | 63.008315, 17.697227 | 10251100080003 | Ladda upp en bild av detta fornminne      |
| Ytterlännäs 9:1                             | Hög                              |              | Ytterlännäs, Ångermanland | Ytterlännäs | 63.010011, 17.691254 | 10251100090001 | Ladda upp en till bild av detta fornminne |
| Ytterlännäs 10:1                            | Hög                              |              | Ytterlännäs, Ångermanland | Ytterlännäs | 62.999952, 17.730819 | 10251100100001 | Ladda upp en bild av detta fornminne      |
| Ytterlännäs 10:2                            | Hög                              |              | Ytterlännäs, Ångermanland | Ytterlännäs | 62.999847, 17.730737 | 10251100100002 | Ladda upp en bild av detta fornminne      |
| Ytterlännäs 10:3                            | Hög                              |              | Ytterlännäs, Ångermanland | Ytterlännäs | 62.999725, 17.731217 | 10251100100003 | Ladda upp en bild av detta fornminne      |
| Kung Gers grav (Ytterlännäs 11:1)           | Röse                             |              | Ytterlännäs, Ångermanland | Gärsholmen  | 62.990921, 17.757475 | 10251100110001 | Ladda upp en bild av detta fornminne      |
| Ytterlännäs 12:1                            | Stensättning                     |              | Ytterlännäs, Ångermanland | Nyland      | 62.998139, 17.753113 | 10251100120001 | Ladda upp en bild av detta fornminne      |
| Ytterlännäs 15:1                            | Stensättning                     |              | Ytterlännäs, Ångermanland | Nyland      | 63.005747, 17.757561 | 10251100150001 | Ladda upp en till bild av detta fornminne |
| Ytterlännäs 16:1                            | Hög                              |              | Ytterlännäs, Ångermanland | Nyland      | 63.009715, 17.752736 | 10251100160001 | Ladda upp en till bild av detta fornminne |
| Gammgravarna (Ytterlännäs 18:1)             | Stensättning                     |              | Ytterlännäs, Ångermanland | Gärsholm    | 62.983701, 17.750100 | 10251100180001 | Ladda upp en bild av detta fornminne      |
| Gammgravarna (Ytterlännäs 18:2)             | Stensättning                     |              | Ytterlännäs, Ångermanland | Gärsholm    | 62.983555, 17.750066 | 10251100180002 | Ladda upp en bild av detta fornminne      |
| Gammgravarna (Ytterlännäs 18:3)             | Stensättning                     |              | Ytterlännäs, Ångermanland | Gärsholm    | 62.983432, 17.750215 | 10251100180003 | Ladda upp en bild av detta fornminne      |
| Kråkhögen, el. Krakhögen (Ytterlännäs 19:1) | Hög                              |              | Ytterlännäs, Ångermanland | Bollstabruk | 62.992653, 17.673902 | 10251100190001 | Ladda upp en bild av detta fornminne      |
| Ytterlännäs 20:1                            | Stensättning                     |              | Ytterlännäs, Ångermanland | Bollstabruk | 62.999556, 17.670955 | 10251100200001 | Ladda upp en bild av detta fornminne      |
| Ytterlännäs 20:2                            | Hög                              |              | Ytterlännäs, Ångermanland | Bollstabruk | 62.999417, 17.670723 | 10251100200002 | Ladda upp en bild av detta fornminne      |
| Ytterlännäs 21:1                            | Stensättning                     |              | Ytterlännäs, Ångermanland | Stensätter  | 63.010325, 17.624940 | 10251100210001 | Ladda upp en bild av detta fornminne      |
| Ytterlännäs 23:1                            | Stensättning                     |              | Ytterlännäs, Ångermanland | Sel         | 63.008998, 17.561401 | 10251100230001 | Ladda upp en bild av detta fornminne      |
| Ytterlännäs gamla kyrka (Ytterlännäs 36:1)  | Begravningsplats                 |              | Ytterlännäs, Ångermanland | Ytterlännäs | 63.006424, 17.707271 | 10251100360001 | Ladda upp en till bild av detta fornminne |
| Ytterlännäs 63:1                            | Hög                              |              | Ytterlännäs, Ångermanland | Ytterlännäs | 63.008389, 17.695195 | 10251100630001 | Ladda upp en bild av detta fornminne      |
| Ytterlännäs 63:2                            | Stensättning                     |              | Ytterlännäs, Ångermanland | Ytterlännäs | 63.008378, 17.694578 | 10251100630002 | Ladda upp en bild av detta fornminne      |
| Forsedsbodarna (Ytterlännäs 79:1)           | Fäbod                            |              | Ytterlännäs, Ångermanland | Västansjö   | 62.992444, 17.449286 | 10251100790001 | Ladda upp en bild av detta fornminne      |
| Hammarsbodarna (Ytterlännäs 90:1)           | Fäbod                            |              | Ytterlännäs, Ångermanland |             | 62.980809, 17.319609 | 10251100900001 | Ladda upp en bild av detta fornminne      |
| Stensättersbodarna (Ytterlännäs 99:1)       | Fäbod                            |              | Ytterlännäs, Ångermanland |             | 62.952450, 17.376328 | 10251100990001 | Ladda upp en bild av detta fornminne      |